# 中国の貨幣制度史
中国の貨幣制度史（ちゅうごくのかへいせいどし）では、中国の貨幣制度の歴史について記述する。中国に流入した外国の貨幣や、国外で流通した中国の貨幣についても記述する。世界各地の貨幣の歴史については、貨幣史を参照。

## 概要
中国の歴史を通じて使われた主な貨幣は、銅貨・紙幣・銀貨だった。銅貨は小額面で日常の支払いや取り引きに使われ、紙幣は主に高額面であり、銀貨は納税や貿易で使われた。銅貨や紙幣は表示された金額や刻印をもとに使う計数貨幣であり、銀貨は19世紀までは重量をはかって使う秤量貨幣だった。各時代の主な貨幣をあげると、殷代は貝貨、周代は青銅貨、秦〜漢の時代は銅貨・金・布帛、後漢〜唐は銀貨・銅貨・布帛、宋は銀貨・銅貨・鉄貨・紙幣、元は紙幣・銀貨、明〜清は銅貨・銀貨・紙幣、中華民国は銀貨・紙幣、中華人民共和国は硬貨・紙幣となる。

### 各時代の概要
古代

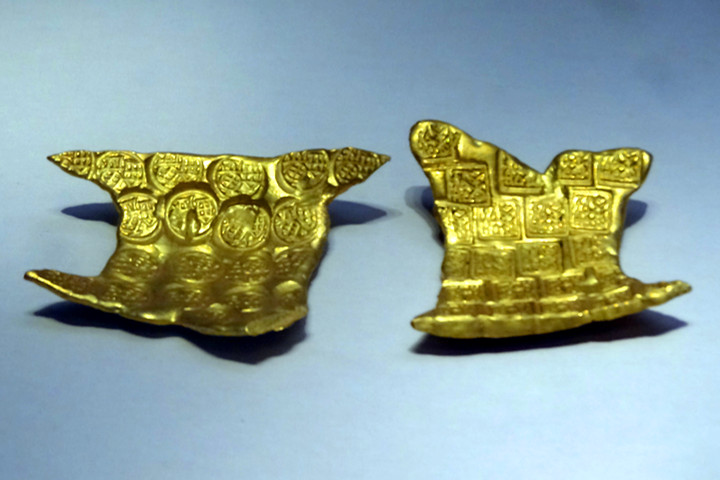
楚の金貨。重さを計って使う秤量金貨。1979年出土

殷の時代にはタカラガイが使われ、西周から春秋戦国時代にかけて青銅貨が貨幣として使われるようになる。中国をはじめて統一した秦は、度量衡を統一して銅貨の半両銭を貨幣重量の基準とした。しかし流通貨幣は統一されなかった。前漢時代には金が蓄積されて200万斤（500トン）あったとされる。漢〜唐までは銅貨の五銖銭が王朝を超えて発行されており、漢の武帝から平帝までの五銖銭の発行量は約280億銭、昭帝以降は年平均1億5380万銭だった。漢においては中央政府による鋳造権の独占が進んでおらず、時期によっては王侯や民間が発行する貨幣（私鋳銭）も多かった。
中世
唐は銅貨の開元通宝を発行し、私鋳銭の取締りが厳しくなって貨幣の発行権が政府の物になった。唐の貨幣発行額は年平均で15万貫ほどだったが、唐の後期から五代十国時代にかけては国家に支払う貨幣が1000万貫から1500万貫に増大した。
近世

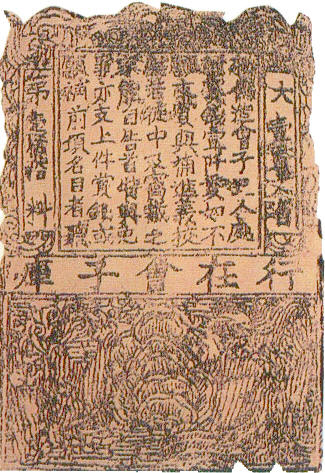
南宋の紙幣である会子

宋は銀貨、銅貨、鉄貨を発行したほかに、兌換の有効期限がある紙幣を官営で発行した。宋の金属貨幣の発行額は総額で約3億貫、年平均では約200万貫で、王安石の時代には年間600万貫に達しており、商業の発展にともなって貨幣の流通総額が急増した。銅貨は宋銭とも呼ばれて周辺地域に大量に持ち出された。北宋を倒した金は銅貨不足への対策として有効期間の制限がない紙幣を発行した。金を倒したモンゴル帝国も銅貨不足により、当初50万貫の紙幣を発行した。元の紙幣は期間や地域の制限がなく、年間350万貫の発行で制度を安定させて紙幣を基本貨幣とした。しかし元は14世紀に入ると紙幣を大量発行したため、ハイパーインフレーションを起こした。元は税制で集めた銀を貿易に使い、銀はユーラシア大陸を横断して流通し、南アジア・西アジアにも影響を与えた。明は初期には銅貨を中心としたが、銅の不足によって紙幣が発行され、銀は禁止から解禁に変わるなど貨幣制度は一定しなかった。銅貨の鋳造額が20万貫と少ないことに加えて、貿易で日本と南米からの銀が大量流入したため、銀による財政が確立した。
近代
清は明の税制を引き継いだが、政府の紙幣は後期になるまで発行されず、民間の紙幣が先行して流通した。清の時代には貨幣単位が両に代わって元（圓）が採用された。世界的には19世紀から金本位制が広まったが、中国は20世紀まで銀本位制を保っており、銀が下落したために債務面で金本位制の国々に対して不利となった。そうした状況下で国外から送金をする華僑や、二重為替制の香港は、金融活動を活発に行った。辛亥革命ののちは国民党と共産党がそれぞれ通貨を発行して多種類の貨幣が乱立した。大日本帝国占領地域では日本政府が為替が禁止され実質的に担保の無い現地紙幣を大量発行してハイパーインフレを引き起こした。
現代
2019年現在、中華人民共和国では人民元が通貨となっている。香港では香港ドル、マカオではマカオ・パタカ、台湾（中華民国）ではニュー台湾ドル（新台幣）が通貨にあたる。中国ではクレジット決済のユーザーが少なかったが、改革開放政策をへて21世紀以降はITにもとづく決済システムが急速に普及した。

### 貨幣の形態
古代から、「銭」と呼ばれる中心に穴の空いた硬貨が作られた。銭の形は円形方孔といって穴が四角く、方孔銭や方孔円銭とも呼ばれる。これは円形が天、方形が地を表すという古代の宇宙観である天円地方の思想にもとづいている。この穴は、鋳造後にバリを削るときの道具を通すために用いたほか、紐を通して大量の硬貨をまとめるためにも活用された。
高額の取り引きにおいては現金の運搬が負担となり、紙幣や手形の普及を後押しした。初期の紙幣は縦長であり、文字が縦書きであったことに由来する。中国史上で最大の紙幣は大明通行宝鈔（縦338ミリ・横220ミリ）、最小の紙幣は人民幣1分券（縦41ミリ・横88ミリ）である。

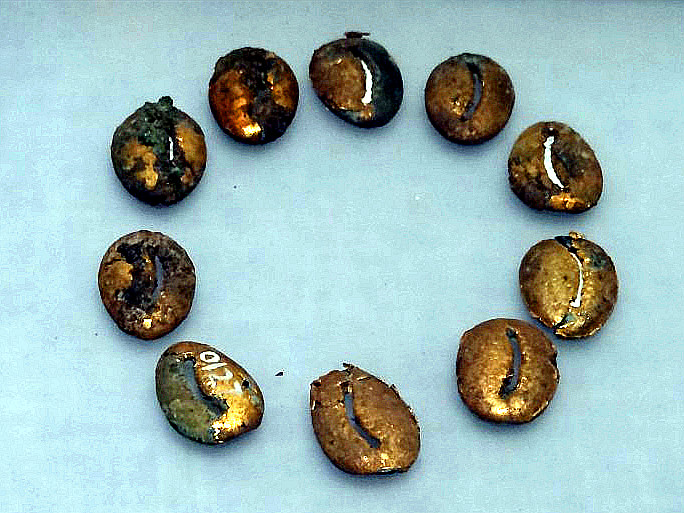
春秋時代の銅貝。銭が作られる以前の金属貨幣
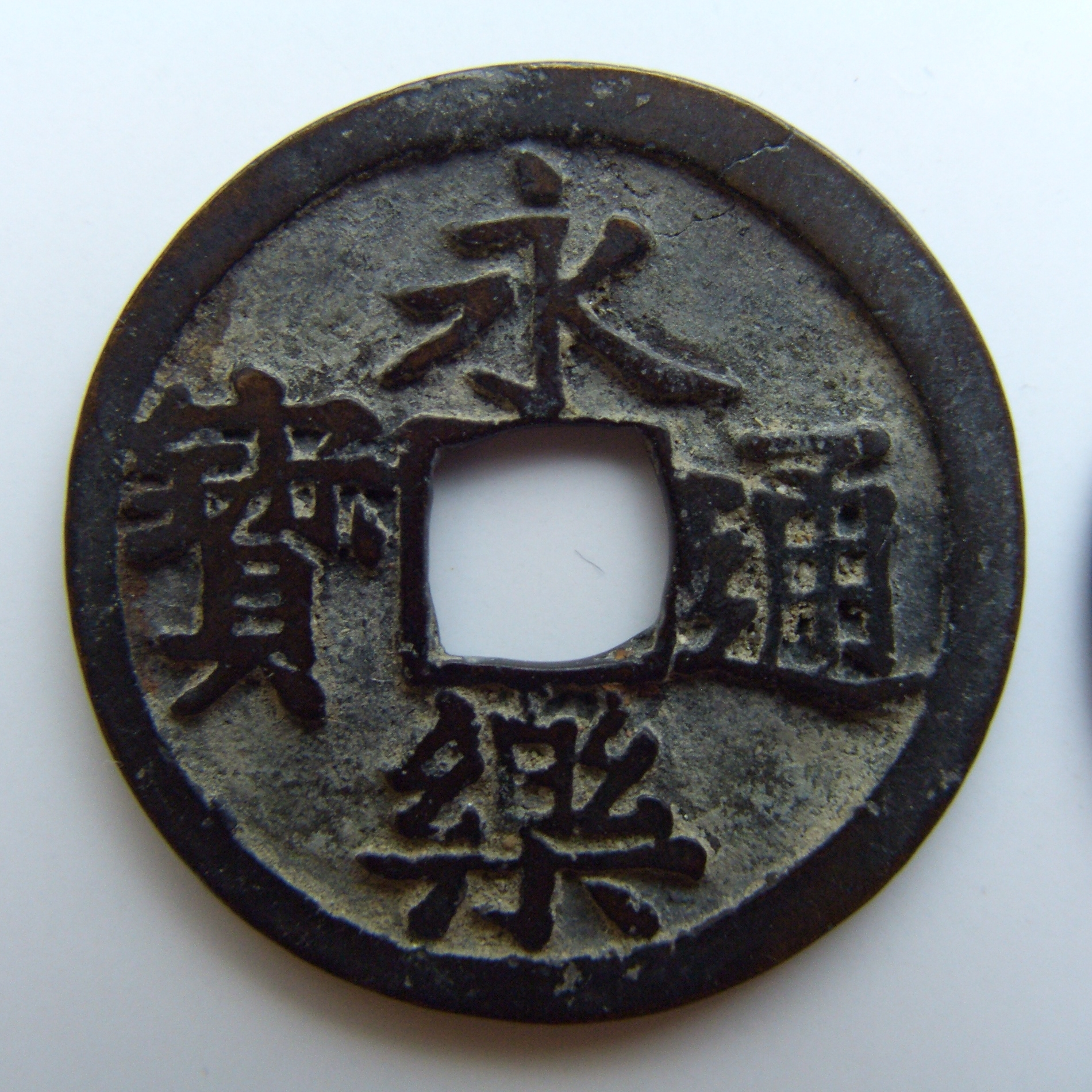
銭と呼ばれる硬貨の形態（永楽通宝）。円形方孔をしている
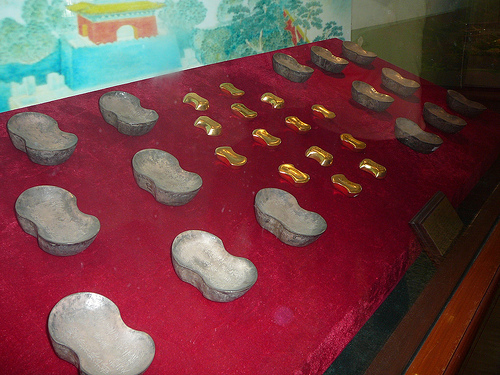
金錠や銀錠と呼ばれる秤量貨幣
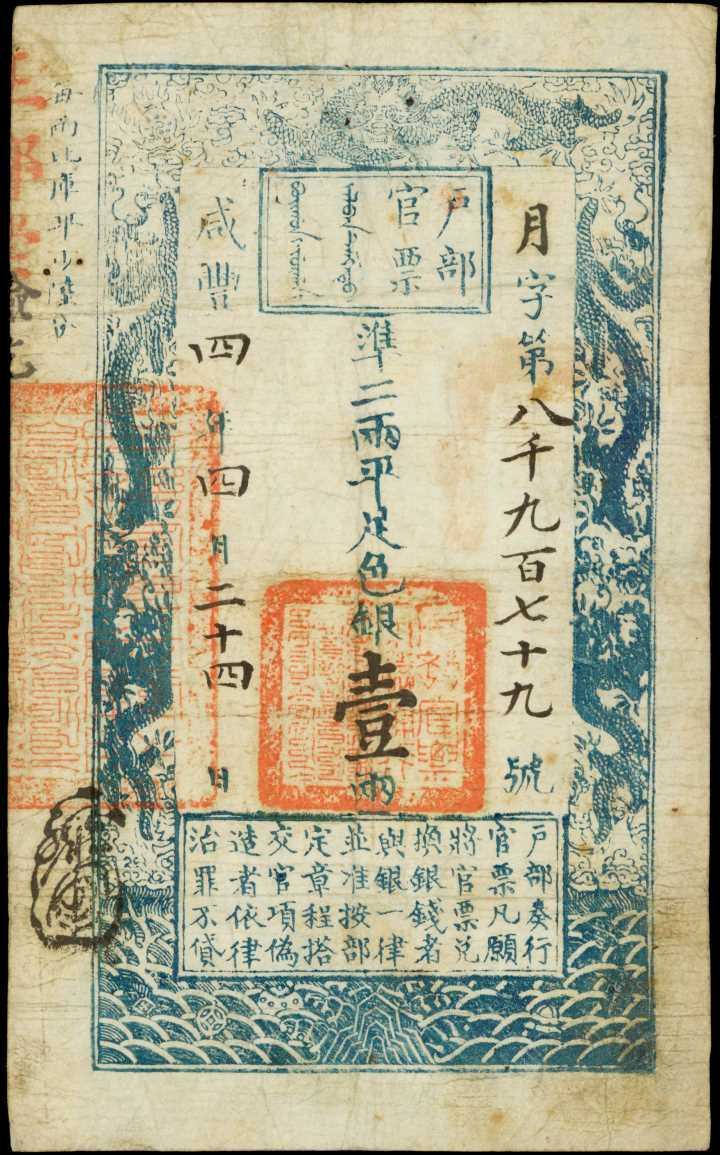
縦長の紙幣。清の戸部官票

### 貨幣の単位

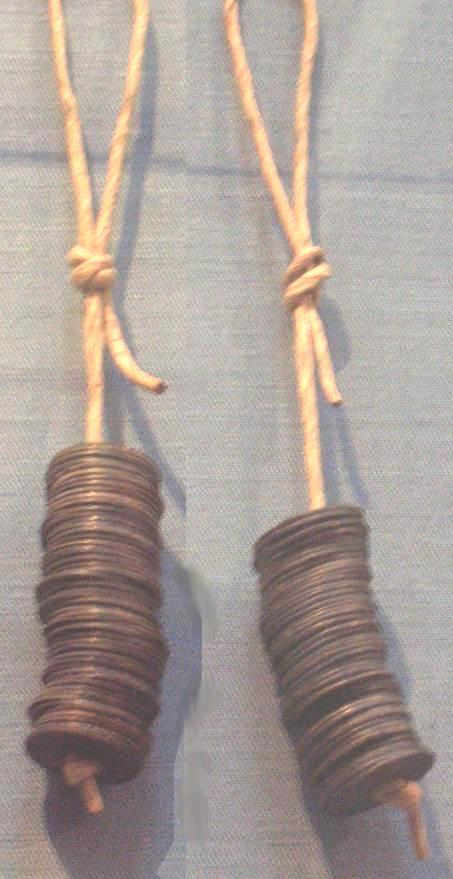
清の銭さし。硬貨の孔に紐を通してまとめる

貨幣の名称は、重量単位を由来とする貨幣（五銖銭など）から、象徴的な意味をもつ貨幣（開元通宝など）に移り、皇帝の治世に関わる年号銭（永楽通宝など）へと変化していった。唐の開元通宝から王朝や年号を刻銘にした貨幣に変わっていき、貨幣単位は銭から文へと移っていった。現在中国で採用されている単位は元（圓）であり、日本の円や大韓民国・朝鮮民主主義人民共和国のウォンと同じく、かつて世界的に流通した貿易銀に由来する名称である。そのほかに陌・貫・両などの単位があり、同じ単位でも時代や国家によって重量が異なった。たとえば秦の1銖は約0.67グラムだが、唐の1銖は1.55グラムだった。重量を計って使う秤量貨幣については、各王朝で計量用の天秤と分銅が定められた。秦の法律である金布律では、金計量用の分銅は半銖（0.325グラム）以上の誤差は罰せられた。
銭の孔にひもを通してまとめたものを省陌や短陌と呼ばれる方法で数えた。これは100枚未満の銭を100文の価値があるとみなす方法であり、同様の習慣は日本やベトナム等にも広まった。省陌を用いずに100枚で100文と数える方法を調陌（ちょうはく）や丁陌と呼んだ。省陌や短陌は、宋の紙幣などにも使われた。

### 貨幣の発行者・発行益
貨幣の発行費用と額面の差額で利益を得る貨幣発行益は、古代から政府や民間で注目されていた。大きな利益になる場合は発行者となり、発行費用が負担となる場合は軽減のために民間や地方官署に発行を任せた。前漢を創始した劉邦（高祖）は、鋳造費の節約のために民間に半両銭の発行を許可し、他国の貨幣の駆逐も進めた。文帝期では民間の申告納税によって銅貨の切り替えを行った。武帝期では帝室財政の改善のために鹿皮と白金を貨幣として年9000万銭ほどの発行益を得た。新は地方各郡に発行させたことに加え、宝貨制という貨幣制度によって名目価値が5倍以上の貨幣を発行して財政収入を得ようとしたが失敗した。貨幣の流通量が不足すると、民間や自治体が自発的に貨幣を発行した。元の末期には、店舗や地方の独立政権が独自に貨幣を発行した。清では店舗や民間の金融機関が紙幣を発行して、20世紀まで続いた。

## 古代

### 殷・周

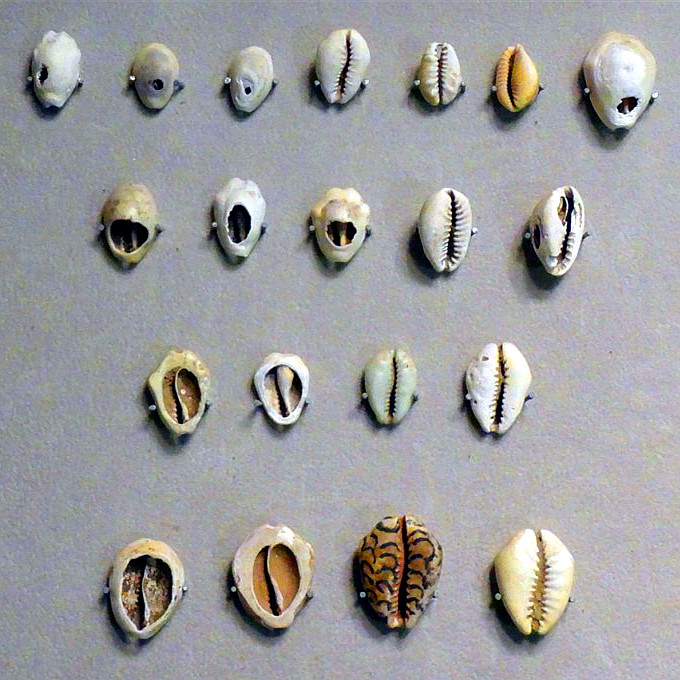
古代中国の貝貨、中国貨幣博物館

紀元前15世紀の殷や、紀元前11世紀の周では、南方の海から入手したタカラガイの貝殻を貨幣としていた。このような貨幣を貝貨という。タカラガイは熱帯や亜熱帯の海で生息しており、殷にはベトナム方面で採取したものが運ばれていた。貝や貝貨を糸でつないだものを朋と呼び、贈与や下賜などで朋を使ったとされる。また貝貨及びその朋は商晩期になると商取引に用いられる量が増えた為、銅製の物も使用される様に成った。現在、貨、財、販、買、貸、貴、賤、費、贈、賑といった漢字に貝が含まれるのは、当時貝貨が使われていたためとされる。貝貨は農具や工具を模した青銅貨が鋳造された春秋時代まで使われ、楚では戦国時代になっても変わらず蟻鼻銭と呼ばれる銅貝、青銅貝、金箔銅貝、金貝が貨幣として使用された。
周代の後期に青銅器の生産量が増加し、農具や工具を模した青銅貨が貨幣として使われるようになった。貝貨のタカラガイを模して骨や銅による倣製貝も作られ、殷や西周ではタカラガイをかたどった青銅貨として銅貝も作られた。規定の規格で恒常的に生産された訳でなく単発で製造された物のため、大きさや形状が一定でない故に銅の重量を表す単位として寽（りつ）があり、青銅秤量貨幣の単位にも使われた。たとえば銅十寽を王の臣下が手当として受け取ったという記録があり、この銅の用途について取引や臣下の特別報酬や裁判の罰金や手数料などの説がある。

### 春秋戦国時代

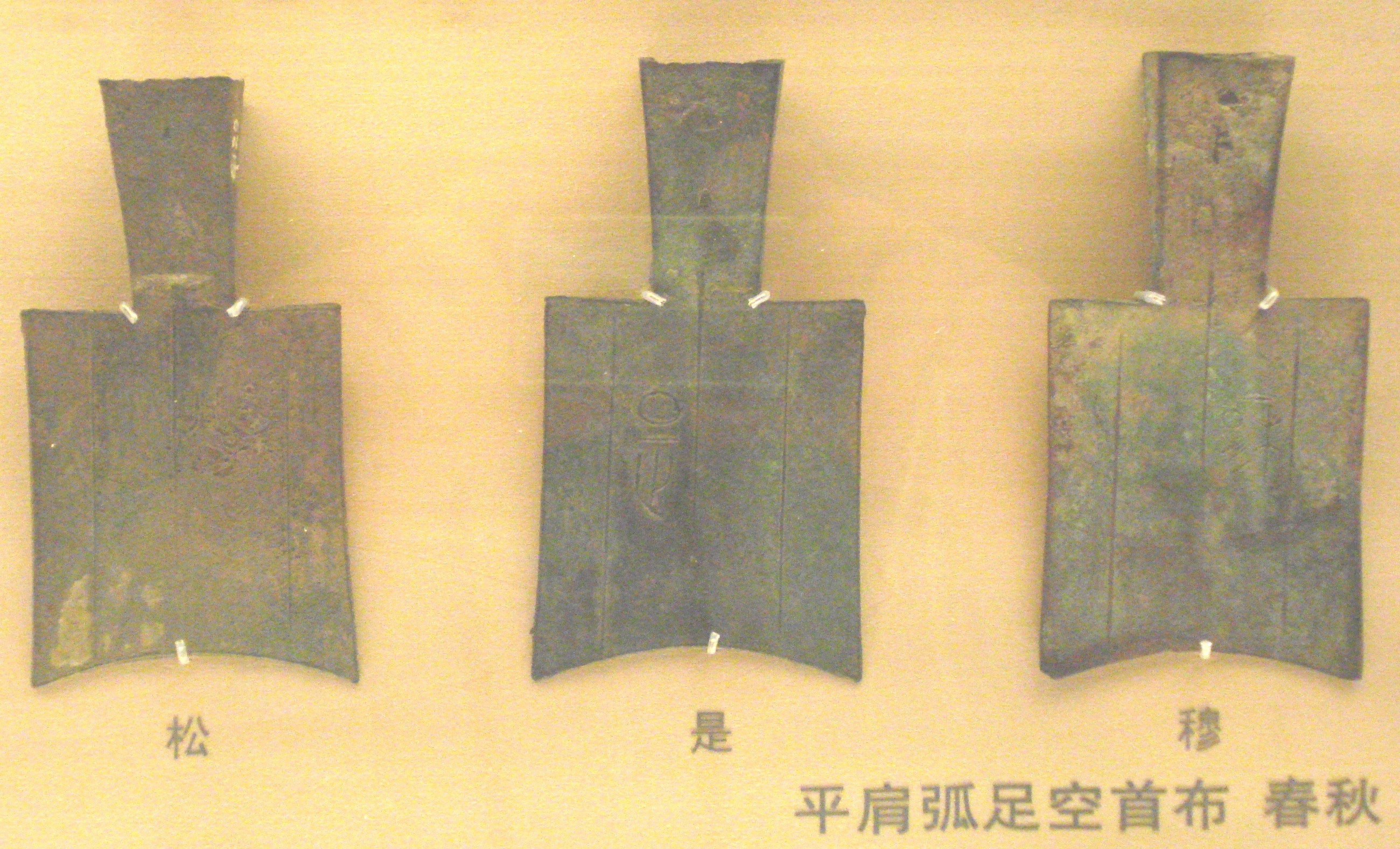
布貨

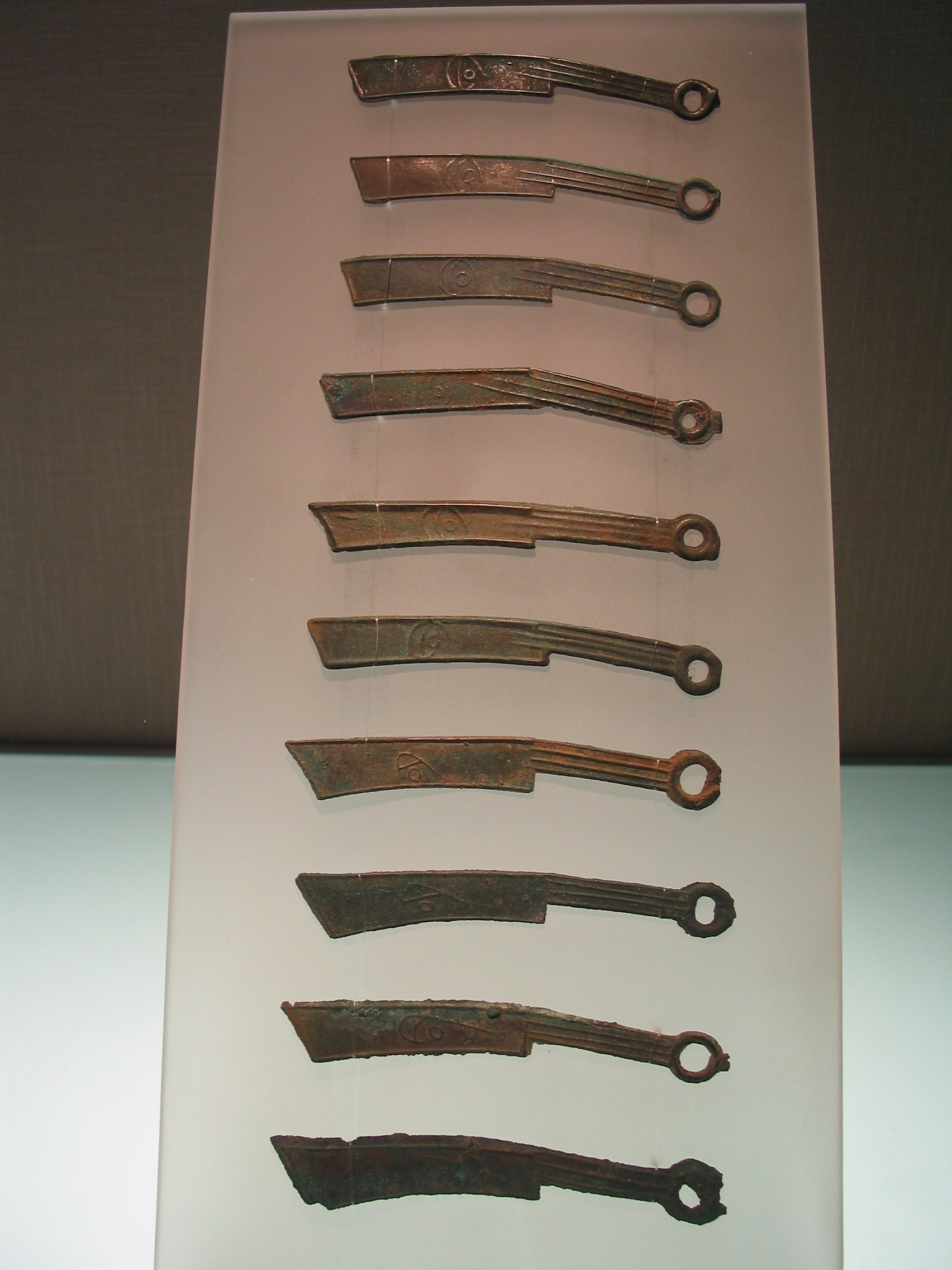
刀貨

春秋戦国時代には、貝に代わり農具や工具を模した一定の形状となり重量や大きさも規格化され、更に携帯や発行をしやすいように小型軽量化したものとなっていく。この時代から金貨や銀貨を高額の支払いに使う例が増えたとみられる。春秋戦国時代に使われた金属貨幣は、大きく分けて以下の種類がある。
1. 布貨（ふか）：鋤 （鏟）の形をしており、布銭、布幣とも呼ぶ。晋・斉・韓・魏・趙・燕で使った[34]。
2. 刀貨（とうか）：包丁のような形をしており、刀銭とも呼ぶ。明刀と斉刀に大別され、猟や漁労用の小刀が原型とされる。斉・趙・燕・中山国で使った[34]。
3. 蟻鼻銭（ぎびせん）：字が刻まれた銅貝。表面の模様が蟻の顔のように見えることから、この名称で呼ばれる。楚で使った[35]。
4. 圜銭（かんせん）：円板の中心に、丸（円形円孔貨、円孔円銭）あるいは正方形（円形方孔貨、方孔円銭）の穴を空けた形をしている。戦国時代の中期以降に使われ、秦・韓・魏・趙などで流通した[36]。
5. 金貨：楚は金が多く採れる土地だったため、金貨の発見例が多い。秤量貨幣であり、金餅や馬蹄金と呼ばれる。楚の金貨は各地に流通した[37]。

春秋戦国時代は諸子百家と呼ばれた思想家や学派が多数現れ、貨幣をめぐる論議が活発となった。官吏や兵士以外でも、労働の対価としての賃金が始まっており、『晏子春秋』には、斉の晏嬰が工事によって窮民に賃金を与えたという記録がある。

### 秦・漢
秦の始皇帝が中国をはじめて統一すると、貨幣についても統一が進んだ。各地でばらばらの貨幣が使われていた状況を改め、秦で使われていた圜銭の形に硬貨の統一をすすめた。始皇帝は珠玉や貝や銀は宝として保蔵すべきで、貨幣ではないとした。『史記』平準書には、「珠玉亀貝銀錫の属は、器飾宝蔵と為し、幣と為さず」とある。以降の東アジアでは、一般に流通する貨幣に、金貨や銀貨は用いられず（存在しないわけではない）、銅貨が中心となった。秦が統一前から発行していた半両銭は中心の穴が正方形であり、以降の東アジアの銭貨の形状は円形で中心の穴が正方形のものが基本となった。半両銭には半両という漢字が刻まれており、半両の両とは重さの単位を指し、12銖（約8グラム）にあたる。秦は金布律という法律で貨幣や財物について規定し、政府発行の貨幣を行銭と呼び、それ以外を盗鋳銭として禁止した。また通銭という規定によって国外の貨幣の流通を禁じた。漢は劉邦の時代には楚との戦争中で造幣力がなかったため、民間の銅貨発行を許可して半両銭の普及がすすんだ。漢は秦の法律や行政を基本的に引き継ぎ、金布律に加えて銭律も定められた。秦から漢の時代にかけては、以下の貨幣が主に使われた。

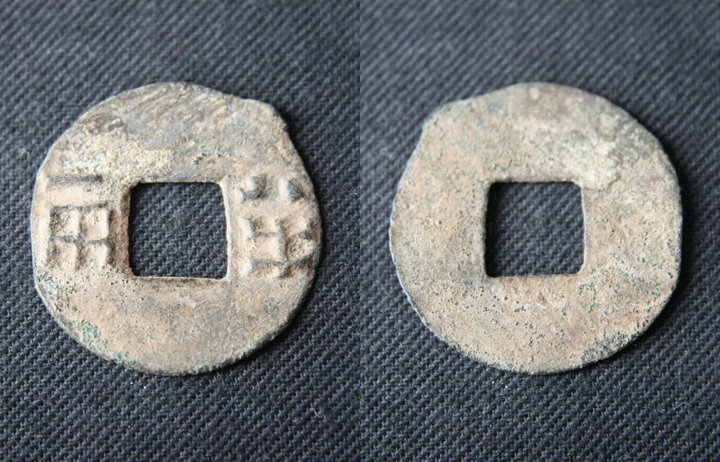
半両銭（前漢）

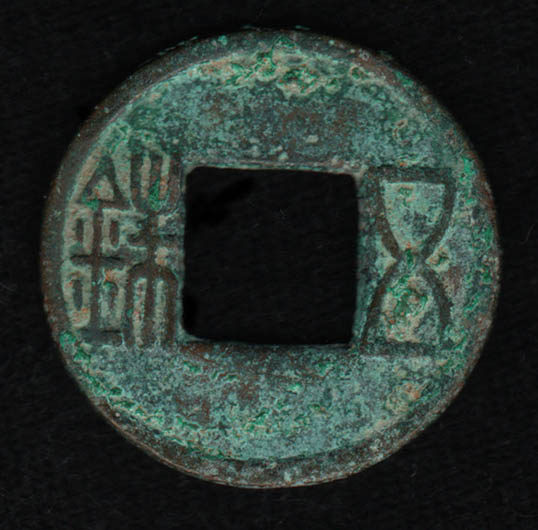
五銖銭（前漢）

1. 金貨・銀貨：高額の贈与用である秤量貨幣で、皇帝、王侯、高級官吏が使った。金餅や馬蹄金などの形態があった。後漢時代には銀または銀の合金を白金と呼び、秤量貨幣として使われた。金貨は1斤（20両）と1両（約15.6グラム）を単位として楕円形と方形が作られ、銀貨は1流（8両）を単位とした[44]。
2. 布帛：金布律により、規定された品質と寸法(8尺,幅2尺5寸)で作られた麻布が11銭と等価、絹帛は金1両＝帛1匹（1匹＝40尺）と定められた。換金の必要が無いため農民に有利で、農村を中心として生産され代用貨幣として流通した。桑弘羊の均輸法によって絹が増産され、シルクロード貿易の代用貨幣にもなった[45][46]。
3. 銅貨：秦は半両銭、漢は五銖銭を発行した。
4. 鉄貨：新の時代に銅が不足した蜀地方では鉄銭が銅銭の半価とされて鋳造された。

前漢の呂后時期には、半両銭が重く不便という理由により、楡莢銭（ゆきょうせん）と呼ばれる軽薄な銭貨を発行した。楡莢銭の重さは1銖のものもあった。文帝時期には銭の私鋳を禁じる法律を廃止したが、これにより資産家による軽薄な私鋳銭が濫造され、銭の価値は暴落した。あわせて文帝は四銖銭の発行を開始し、呉王劉濞と鄧通が四銖銭を大量に発行して銭貨の流通が拡大した。景帝は再び私鋳を禁じたが、禁令を破って銭を発行する者は後を絶たなかった。
前漢の財政は、帝室の財政と政府の財政が分かれており、それぞれ収入や支出が別であった。武帝の時代からは匈奴との戦いで国家財政が窮乏し、帝室財政による補填で禁銭（皇帝の銭）が不足した。対策として、帝室財政は白金と皮幣という貨幣を発行し、国家財政は塩と鉄を税から切り離して専売にした。白金は銀貨であったが錫や鉛も含み、皮幣は白鹿の皮で作られ、ともに素材の比価よりも高い価値が設定された。白金は帝室財政に多大な貨幣発行益をもたらしたので、改鋳益のない銅貨を発行する余裕が生まれた。そこで武帝は半両銭に代わり、重い銅貨として五銖銭を発行した。五銖銭には五銖という文字が刻まれ、重さもその名の通り5銖あったので流通が安定し、一時期を除いて唐の初頭まで使われた。また帝室財政に負担をかけないように、各地方の郡国で発行させた。武帝は私鋳を厳しく取り締まったので、民間による鋳造は収まった。塩鉄専売は商人出身の財政家である桑弘羊によって運営されて莫大な利益をあげ、以後の中国の財政収入でも重要となった。桑弘羊は物価調整の均輸法、物価の安定を行う平準法なども定めた。また、商工業者には商取引に関わる財産税（船・車・在庫・生産設備）の算緡（さんびん）を課した。
秦・漢代の金融
高利貸は紀元前5世紀から3世紀に盛んになり、利子を子銭や息銭と呼び、高利貸を子銭家や称貸家と呼んだ。利率は年利33%(1/3)や月利3.7%(1/27)など3分の数が多かった。契約の履行については古代から記録があり、秦の法律では、負債者は債務（責）を償還（賞）すべきことが定められていた。漢の時代には、土地、商品、奴隷に関する契約書も残されており、役所用の債務証書の記録がある。共同出資としては、資本を持ち寄って商業を行う合銭共買の記録が前漢にある。
秦・漢代の貿易と貨幣
貿易の決済には金銀も使われ、陸路の西域での貿易や、広東を中心とする南海では金貨と銀貨も流通した。
西域と呼ばれた中央アジアでは、中国からの輸出品は絹と鉄器・青銅器・陶器が中心となった。前漢の桑弘羊の政策によって絹の物納による納税が年間で500万匹にのぼり、貿易では物品貨幣としても使われた。

### 宝貨制

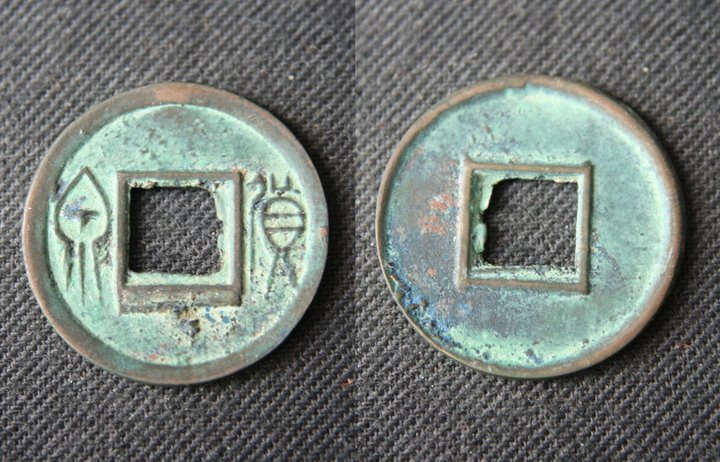
貨泉（王莽銭）

前漢の政治家だった王莽は、春秋戦国時代の刀貨と円貨をつけた形の栔刀・錯刀を貨幣とした。さらには前漢を滅ぼして新を建国し、栔刀・錯刀・五銖銭の使用を禁止すると共に、宝貨制として復古調の布貨、少額貨幣の銭貨、高額貨幣の宝貨を発行した。宝貨には、下のようにさまざまな素材が使われた。
1. 金貨：1種類、1斤（約320グラム）＝銭10000文[51]。
2. 銀貨：2種類、1流（約128グラム）銀＝銭1000文、朱堤銀＝銭1580文[51]。
3. 亀貨：甲羅、官有の祭器。4種類:元亀・長さ1尺2寸以上＝2160文、公亀・9寸以上＝500文、侯亀・7寸以上＝300文、子亀・5寸以上＝100文[51]。
4. 貝貨：貝殻、5種類[51]。
5. 布貨：鋤形の青銅貨幣、10種類:重量15銖～1両（24銖）、長さ1寸5分～2寸4分、額面100～1000文、それぞれ10段階[51]。
6. 銭貨：重量が12銖以下の円形青銅貨幣、6種類[51]。

しかし、いずれも五銖銭に比べて不便であったため、これらの貨幣の多くはほとんど流通せずに終わり、青銅貨幣（布貨・銭貨）以外の現物は現存せず、ある程度量産され流通したと考えられるものは、基準となる価値を持つ銭貨「小泉直一」とその50倍の名目価値とされた銭貨「大泉五十」、更に布貨のうち「小泉直一」1000枚分の名目価値とされた「大布黄千」ぐらいのものであった。「大布黄千」は貨幣としてだけでなく、通行証やパスポートのように携帯を義務づけられたという。民衆は五銖銭を使い続け、さらには五銖銭を私鋳した。これらの宝貨制の王莽銭はわずか4年で廃止され、新たに貨布と貨泉が発行された。前者は鏟の形状を模した青銅製の重量25銖の布銭で貨布の銘を持つ。後者は円形方孔、重量5銖の銅貨で貨泉の銘を持ち、「大泉五十」と等価とされた。貨泉は使用されたものの、貨泉25枚分の名目価値とされた貨布は忌避された。新政府は名目価値が5倍以上の貨幣を発行して500億ほどの財政収入を得ようとしたが失敗に終わり、穀物や布帛などの物品貨幣が増加した。
新が滅んで後漢が成立すると、光武帝は王莽銭を廃止して五銖銭を復活させた。後漢代に入ると金貨による高額決済は乏しくなり、金貨は主に下賜品や贈答で使われるようになる。後漢の滅亡後は、董卓によって五銖銭が鋳つぶされて董卓小銭という硬貨に改鋳されたが、銘文や研磨などの処理がされていない悪貨だったためインフレーションを招いた。

### 古代の貨幣論・貨幣の記録
春秋戦国時代から漢代にかけて多くの貨幣論が書かれた。春秋戦国時代の出来事をもとに書かれた『国語』に登場する単の穆公は、基準通貨と補助通貨の2種類の貨幣で調整をするという子母相権論を説いた。子母相権論は、のちに宋や元の貨幣政策に影響を与えた。『墨子』では刀貨と穀物価格の関係を論じており、『孟子』では一物一価の法則への反論がなされている。『荀子』では貨幣として刀貨と布貨をあげており、貿易の利益を説いた。司馬遷は財政や貨幣について『史記』平準書に書き、貨殖列伝では范蠡の逸話を通して物価の変動を説いている。なかでも貨幣についての記述が多いのは『管子』で、市場の価格形成、金価格と物価の関係、君主による価格統制、天災時の雇用対策として公共事業の賃金労働などを論じている。貨幣論の多くは国家の財政や物価に関するものが多かったが、魏の政治家である李悝は、農民生活の赤字について記しており、農村が貨幣経済によって困窮しやすい問題を論じている。
貨幣についての記録は、『史記』平準書・『漢書』食貨志に記録があり、物価については『史記』・『漢書』・『後漢書』などから確認できる。前漢時代には、塩と鉄の専売をめぐる討論の記録として桓寛が『塩鉄論』を書いた。中国最古の数学書とされる『九章算術』には、租税の計算や、金と銅の比価、利息の計算などの例題が書かれている。文芸作品では、西晋の魯褒が当時の社会を風刺した『銭神論』を書いた。

## 中世

### 魏晋南北朝
後漢末の戦乱以降は貨幣の品質が急落し、魏晋南北朝時代を通じて国家による貨幣の発行は減って私鋳銭や変造銭が増えた。三国時代の三国鼎立によって貨幣は地域別に発行され、それ以降の地域的分裂の原因となった。この時代に重量基準に代わる貨幣単位として文・陌・貫が成立したと考えられている。各政権がさまざまな基準の硬貨を発行したために、重量によって硬貨の価値を計らなくなり、硬貨の枚数もしくは一定数量を1組とした銭さし（銭繦/銭貫）の数で計算するようになった。魏・西晋ののちに枚数の単位として文が使われ、北朝では1000文＝1貫、南朝では100文＝1貫となった。さらに、100枚未満の銭さしを100文の価値があるとみなす短陌の習慣も定着した。重量が貨幣単位でなくなる現象は貨幣名にも影響し、成漢は中国史上初の年号銭である漢興銭を発行した。この時代には以下のような貨幣が使われた。
1. 金貨・銀貨：南北朝時代の北魏では金貨・銀貨が流通した。黄金1斤＝10万銭にあたる。ペルシアからの金も流入したとされる[73]。また、この時代に金の単位は斤から両へと替わっていった[69]。
2. 銅貨・布帛：三国時代の魏では、一時期は布帛が普及したのちに五銖銭を発行した。呉は大泉五百などの大型の銅貨を発行した。蜀漢は五銖銭のほかに直百五銖などを発行した[注釈 4][67]。南北朝時代に入ると北魏は大型の銭を発行し、五銖銭10枚分として通用させた。銅不足が厳しくなったため、南朝宋では二銖銭も発行された[75]。
3. 鉄貨・鉛貨：南朝梁の武帝は青銅でなく鉄貨の五銖銭を発行して、銭100枚の重さを1斤2両（432銖）と定めたがインフレーションが起き、南朝梁の経済は崩壊した[注釈 5][76]。
4. 物品貨幣：穀物・塩など。晋の崩壊から戦乱期を経て南北朝期になると各国が五銖銭の発行を再開するが銅銭不足を解消する程発行されず、布帛が代用貨幣として広範に使われ、物品貨幣である穀物・塩も用いられた。やがて鉄片、裁断した革、重ねた紙なども貨幣として流通した[72]。

国家では五銖銭の発行や大型銭の発行などを行ったが、貨幣の価値設定は失敗に終わり、唐の開元通宝の発行まで貨幣の混乱は続いた。
魏晋南北朝時代の貿易と貨幣
青銅貨のなかには貿易で国外に運ばれたものがあり、青銅器の原料としても使われた。『魏志倭人伝』の一支国の首都とされる原の辻遺跡では副葬品ではない五銖銭が出土しており、原の辻遺跡は港をもつ交易地であることから、交易で貨幣として流通していたとする説もある。方孔銭の形状は、運ばれた各地の貨幣に影響を与えた。

### 隋・唐

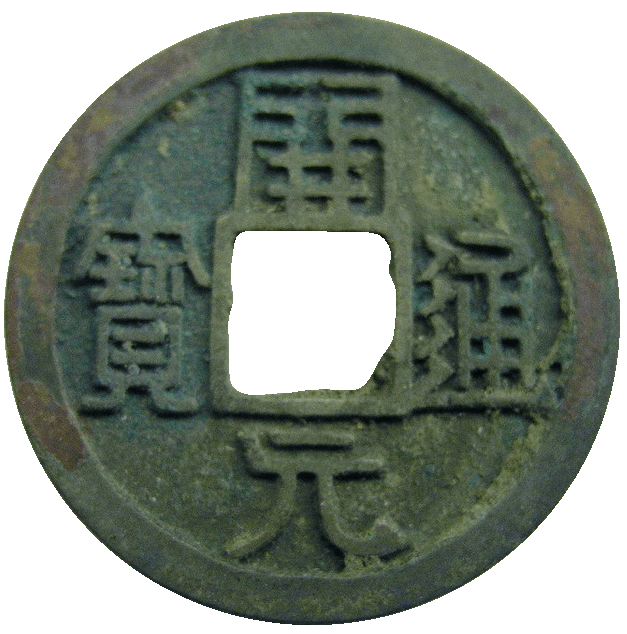
開元通宝（唐）

戦乱の中から中国を統一した隋は、貨幣の統一を試みた。隋は新たに漢よりも重い五銖銭を発行した。新しい五銖銭を普及させるために、楊堅は関所で通行者の貨幣を確認し、古い五銖銭は新しいものと回収して銅原料とした。しかし、隋が滅ぶと再び戦乱が起きて粗悪な銭貨が流通し、隋末の混乱を収めた唐によって統一される。銭貨の銘は半両銭にせよ五銖銭にせよ重さが刻まれていたが、開元通宝には「開元通宝」とのみ刻まれた。これ以降、銭貨には重さを書かなくなり、貨幣単位は銭に代わって文の普及が進んだ。秦代から隋代までに発行された、半両銭や五銖銭その他の銭貨を総称して古文銭と呼ぶ。
隋と唐では、以下のような貨幣が使われた。
1. 金貨・銀貨：高額の贈与用である秤量貨幣で、贈与や貿易に使われた。隋や唐は、漢が始めた西域経営をさらに活発にした[79]。
2. 布帛：麻布、絹帛。銅貨の不足により、唐は取り引きで一定の布帛を兼用する銭帛兼行を定めた[80]。
3. 銅貨：隋は五銖銭を発行した。唐は、当時流通していた銭貨が粗悪であることから、新しい貨幣を発行した。それが開元通宝であり、唐代を通して発行された。開元通宝の重さは2.4銖（約3.73グラム）であった[72]。

唐は銅鉱の付近に開元通宝の鋳造所を設置したが、鋳造所の6〜7割が華南や華中に位置しており、銅貨の流通にかたよりが生じた。唐の後期になると、市場での流通が増加して商税が始まり、客商と呼ばれる交易商人の活動が増えた。国庫に支払われる貨幣が急増し、国庫に納める貨幣は官銭に限られた。しかし銅貨が不足して、粛宗時期の宰相の第五琦は乾元重宝と重輪銭を発行した。この2種類の貨幣は開元通宝の約2倍の重量だったが、価値は乾元重宝で開元通宝の10倍、重輪銭で50倍として通用させた。こうした高額貨幣は官銭の信用を落とし、インフレーションが発生した。代宗時期には、乾元重宝も重輪銭も開元通宝と同じ価値とされ、開元通宝より重い乾元重宝・重輪銭は使われなくなった。開元通宝は天保期に32万貫を発行したが10万貫に減少して、地方が独自に発行する銅貨が23種類にのぼった。
隋・唐代の金融
唐には両替商として金銀鋪や兌房がいた。これらは金銀細工の製造販売や金銀の鑑定・保管のほかに両替・預金も行うようになった。唐の時代には送金用の手形として飛銭と呼ばれるものが使われており、飛銭は役所で発行されたが早々に信用を失った。同様に民間でも便換と呼ばれる手形が発行され、こちらは後の時代まで広く利用された。
隋・唐代の貿易と貨幣
当時の貿易は外交使節による朝貢と、辺境で商人たちが行う互市に分かれていた。陸路では中央アジアや北アジアとのシルクロード貿易が続き、海路では市舶司が海上貿易を管理し、いずれのルートでも絹が輸出され、南海交易では陶磁器が輸出された。絹との交換で中央アジアや北アジアからは馬を輸入し、東南アジアからは香料や染料を輸入した。8世紀の中央アジアでは、絹が帛練と呼ばれて物品貨幣として流通し、帛練の価格帯は絹の品質に応じて決まった。

### 五代十国時代
唐ののちに諸国が割拠した五代十国時代には、唐の開元通宝が全国規模で流通を続けており、さらに華北の銅貨流通圏と江南の鉄貨・鉛貨の流通圏に大きく分かれた。銅貨は公的な支払い手段や民間の交換のいずれでも使えたが、銅貨の流通量が不足していたため、各国政府の認めない鉄貨や鉛貨が民間で普及し、銅貨との間に比価が定められるようになった。この時代には以下のような貨幣が使われた。
1. 銅貨：華北の五代王朝の多くは唐の開元通宝を引き継ぎ、開元通宝の流通量は90パーセント以上を占めた。華北の五代王朝では後梁以外が年号銭の銅貨を発行し、すべて小平銭と呼ばれる形態であった。十国では前蜀が6種類の年号銭を発行した。改元ごとに銅貨を発行する政策は、のちに宋で一般的となる[88]。後周のように高麗から銅貨用の銅材料を輸入する国もあった[89]。
2. 鉄貨・鉛貨：東南海岸部の呉越・閩・蜀（前蜀・後蜀）や楚で発行された。ほかに鉛錫貨・鉄鍮貨もある[90]。
3. 銀貨：銀の産地に近い広西、広東では唐の時代から金貨や銀貨が使われており、南漢で銀貨が流通したと推測されている[91]。

銅貨の発行量が少ない後唐と後晋では、鉛錫貨・鉄鑞貨・鉛貨の流通が多く、政府はたびたびこれらを禁止した。南漢では鉛貨は都市や商人の間で流通し、農村には銅貨も含めて金属貨幣の流通が少なかった。後周では廃仏を行い、仏像や梵鐘などに使われていた銅を政府で買い上げて銅貨の材料とした。後蜀は銅貨400文と鉄貨600文を混ぜて一貫として数えており、これは国内の銅貨の流出と楚からの鉛貨の流入を防止する目的があったとされる。

## 近世

### 宋

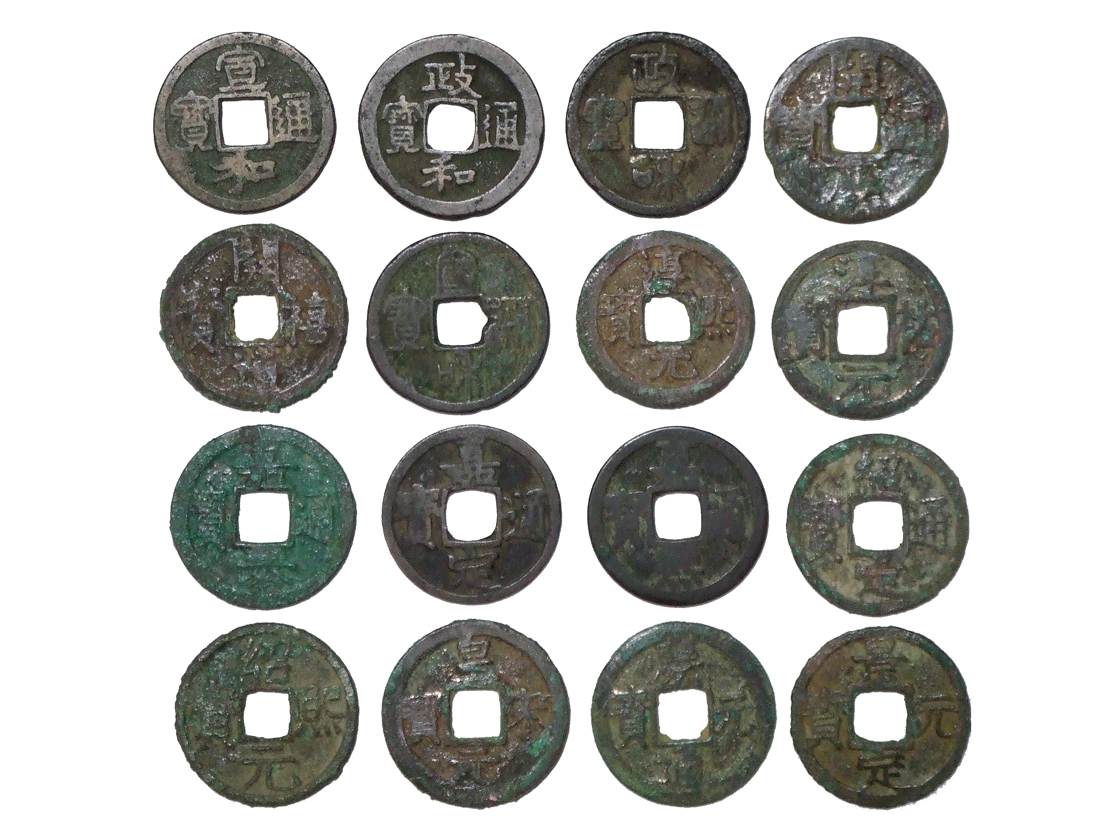
北宋銭（左上3枚）、南宋銭（その他）

五代十国時代から中国を統一した宋は、粗悪な銭貨の使用を禁止したが、鉄貨や唐以来の開元通宝は使用を許可した。北宋の創始者である趙匡胤は、開元通宝とほぼ同形・同重量の宋元通宝を発行し、第2代皇帝太宗は太平通宝と淳化通宝を発行した。淳化はこの当時使われていた年号であり、以降元号が変わるごとに硬貨の名前が変わった。これ以降、清が滅亡するまで、中国王朝の発行する硬貨は基本的に「元号名＋通宝（あるいは元宝）」と名づけられ、その名を刻まれることとなった。宋の貨幣は、北宋の時代と、北宋が金に滅ぼされたのちの南宋で大きく分かれる。北宋は大量の銅貨を発行したが、南宋に入ると銅貨の発行が激減し、不足をおぎなうために銀貨の利用と紙幣発行が急増した。宋では以下のような貨幣が使われた。
1. 銅貨：宋銭とも呼ばれる。宋は銅貨を大量に発行し、国外でも流通した[95]。北宋は年平均200万貫を発行したが、南宋は10数万に減った[94][7]。
2. 鉄貨：鉄銭と呼ばれる。四川をはじめとする地域で流通する地方貨幣であった。四川・陝西では遼・西夏への銅の流出を防止するために銅貨が禁止され、代わりに鉄貨が強制的に流通させられた。鉄貨は財政目的から銅貨と等価とされ、しかも国家の造幣権が確立されなかったため鉄貨の私鋳が流行した[95]。
3. 紙幣：北宋では交子、南宋では会子と呼ばれた。もとは民間が発行する鉄貨の預かり証だった。紙幣には有効期限があり、期限前に新しい紙幣との交換は可能だが、新旧の紙幣交換には手数料がかかった。基本的に高額面で、会子は1貫・2貫・3貫の種類があった[94][96]。
4. 銀貨：銀錠も定額化、規格化が進んで広く流通し、特に南宋では利用が増える。高額の決済の支払用。

北宋は、池州・饒州・江州・建州などに銅貨の鋳造所を、邛州・嘉州・興州に鉄貨の鋳造所を設置した。北宋・南宋を通じての銭貨の発行量は歴代の王朝の中で最高となった。後出の塩引や茶引などの専売品や手形の放出が杜撰で物価が安定せず、銭荒と呼ばれた。北宋の王安石はさまざまな改革を行い、これによって税や専売によって政府に銅貨が集まり、軍事費・青苗銭の貸付・公共事業への投資によって政府から銅貨が放出されるという貨幣の流れが大規模化した。
宋銭と貿易
宋は銅禁・銭禁によって私的な銅貨の輸出を禁止したため、管理貿易で銅貨が輸出されたほかに密貿易でも流出した。宋銭密輸の禁令はたびたび出ていたが、市舶司の検査をくぐり抜けて運ばれた。水軍が出航後の船を調査して宋銭を発見したという記録や、密輸に協力した市舶司がいたという記録もある。王安石の時代に12年間は例外的に国外の持ち出しが許可された。アジアの国々は、信用価値が高い中国の銅貨を輸入して自国内で流通させた。宋銭が使われた地域は遼・西夏・金・高麗・日本・ジャワ・パレンバンなど北東アジアから東南アジアにまたがり、各地のレートにもとづいて使われた。
宋代の金融
唐の時代からあった金銀鋪や兌房は、宋の時代には銅貨（銅銭）・銀貨（銀錠）・紙幣（交子）の両替をした。12世紀から東南アジアでは海商が長期間の航海で貿易を行った。海商は共同資本を持ち寄ったり、広東や福建では海商に出資する者もいた。北宋の朱彧が書いた『萍洲可談』には、商船貿易の資本は利息が10割で帰国時に元利を返済し、航海から10年帰国しなくても利息は増やさないという記述があり、航海の長さと利益の大きさを表している。

### 紙幣の成立

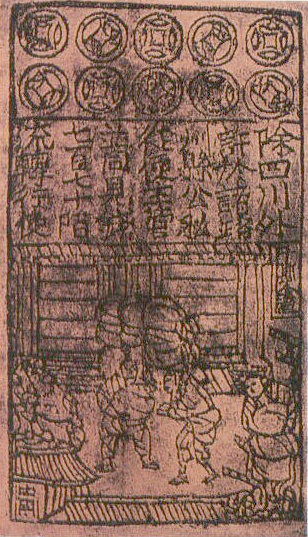
交子

世界初の紙幣は宋の交子とされる。唐の時代から飛銭と呼ばれる手形が流通していたが、宋になると鉄貨が流通する四川において鉄貨の預り証である交子が発行された。交子は民間によって発行され、銅貨に比べて重く銭価の低い鉄貨の流通が強制された四川・陝西では、全国一律で同じ価値を持つ交子が他地域との交易に欠かせないものとなった。四川での成功を知った宋政府は、仁宗時期に交子の発行を官業とし、民間の発行を禁止した。交子は手形から紙幣に変わり、政府は本銭（兌換準備金）や発行限度額を定めて官営の交子を流通させた。会子は南宋になってから発行された。北宋・南宋ともに紙幣は界制によって有効期限が3年と定められ、1界ごとに125万貫が発行され、界が異なる紙幣は異なる貨幣と見なされた。
南宋では銅貨の発行が減ったため、紙幣である会子の発行が急増した。地方によって紙幣が異なり、行在会子（東南会子）・淮南交子・湖広会子・四川の銭引などがあった。会子の発行は1界ごとに増加し、宋金戦争の時代には1億4000万貫、モンゴル・南宋戦争の時代には6億5000万貫と大量発行された。当時は茶の専売や塩の専売が行われており、茶引や塩引と呼ばれる手形が紙幣の代用品として流通し、生産地では専売品との引き換えに使われた。

### 金
北方の王朝である金は、北宋を倒したのちに宋や遼の銅貨を流通させた。銅貨の不足により、海陵王時期には交鈔と呼ばれる紙幣が発行された。交鈔は7年の有効期限があり、期限をすぎると紙切れと化した。のちに交鈔の期限は撤廃されたが、大量発行によるインフレーションが発生し、銅貨と紙幣がともに流通しない状況で銀が普及した。紙幣制度は、のちの元や明清などの政権に引き継がれた。

### 元

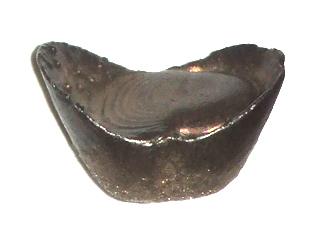
秤量貨幣である小型銀錠

金を倒したモンゴル帝国は、税制として銀錠と呼ばれる秤量貨幣と絹糸（絲）を基準とする包銀制と絲料制を定めた。この税制は元の初期にも引き継がれた。元政府はモンゴル帝国時代に築かれた商人との関係も引き継ぎ、オルトクと呼ばれる特権商人が活動した。オルトクの多くはウイグル商人、ムスリム商人であり、皇族や王族から資金を与えられて貿易を行ったり、財務官僚として政府の要職についた。元では以下のような貨幣が使われた。
1. 紙幣：交鈔と呼ばれる。桑の樹皮を繊維状にして銅版画を印刷し、皇帝の御璽を押して完成とするもので、300×200ミリを超えるサイズもあった[105]。金やモンゴル帝国の制度をもとにしたが、有効期限はなかった。銅貨と同じ単位が用いられて、10文から2貫文までの種類があった[106]。
2. 銀貨：銀錠と呼ばれ、対外取引の貨幣として使われた[注釈 6]。王族や領主は銀を納税で集めて、銀錠をオルトクに与えて管理貿易に運用させた[108]。
3. 銅貨：発行量は少なく、国内での私的な銅貨の使用はたびたび禁止された[104]。

元は紙幣を流通させつつ、貴金属の私的な取り引きを禁じて、帝室に貴金属が集中する制度を運用した。元は銀を確保するために、貴金属が豊富な雲南の大理国に雲南・大理遠征も行っている。雲南では貝貨・塩・金銀や紙幣が流通しており、貝貨での納税も認められていた。
元代の貿易と貨幣
モンゴル帝国の領土拡大にともない、管理貿易によって銀が輸出されてユーラシア大陸の東西を横断した。海上貿易では中国・インド洋・紅海・ペルシア湾をつなぐルートがあり、元の陶磁器とアラビアの馬が重要な貿易品となり、貨幣の流れにも影響を与えた。南インドではパーンディヤ朝がアラビア各地から馬を輸入した。イエメンで発見された『ムザッファルの帳冊』によれば、馬貿易の対価には主に中国からの銀が使われていた記録がある。広東で発見された沈没船である通称・南海一号には銀錠が積まれており、南海貿易で中国から銀が運ばれていたことを示している。
また、黒海方面から陸路で貿易も行われ、フィレンツェの商人であるペゴロッティは元との貿易のノウハウを書いている。ペゴロッティは、元の貨幣レートや、元政府が民間商人から銀を徴収して紙幣と交換させたことなどについても書いている。こうした記録は銀が東から西へと流れていたことを示しており、東西の貴金属の流れはイスラーム世界やヨーロッパにも影響を与えた。イスラーム世界の銀不足は13世紀に解消され、14世紀から再び不足した。イギリスの銀貨発行は14世紀に急減し、イタリアでも銀不足が起きている。こうした現象は、元からの銀の増加と、その後の滅亡による停止が原因とされる。
宋銭をはじめとする銅貨の輸出は、元の時代も続いた。元の時代に沈没した貿易船である通称新安沈船は、寺社造営料唐船と呼ばれる種類の船だった。慶元から博多へと28トンの銅貨を運ぶ途中であり、当時に運ばれていた大量の貨幣がうかがえる。

### 紙幣の基本貨幣化

至元通行寳鈔とその原版

モンゴル帝国のオゴデイは、江南が勢力外だった当初は銅が不足したため紙幣の交鈔を50万貫発行した。オゴデイの時代には、他のモンゴル族や漢人も紙幣を発行した。モンゴル帝国はクビライの時代に元が成立して、 クビライは即位すると中統元宝交鈔（中統鈔）を発行した。交鈔は宋の紙幣と異なり有効期限を持たず、補助貨幣ではなく基本貨幣とされた。交鈔は金銀との交換（兌換）が保障されている兌換通貨であり、元は決済上の利便性から紙幣の流通を押し進めた。交鈔の流通を拒んだり、偽造をする者は死罪となった。中統鈔は年間350万貫の発行を15年間続けたのち、南宋の征服後は江南に紙幣を流通させるために年間6000万貫に急増した。同時に元は江南で銅貨の使用を禁止して没収した。
中統鈔が次第に増えたため、インフレーション対策として中統鈔の五倍の価値に当たる至元鈔の発行と旧紙幣の回収が行われ、紙幣価値は一旦安定に向かった。しかし、次第に紙幣が大量発行されてインフレーションを引き起こし、金銀との兌換も中止された。元では交鈔の価値を維持する為、生活必需品である塩の専売制と結び付け、塩の売買には交鈔を用いなければならないと定めたが、紙幣の大量発行によって紙幣価値の暴落と物価暴騰を招きハイパーインフレーションに陥った。民間の店舗で貨幣を発行するところも現れて、塩を包む紙や塗油した木片が使われた。紙幣に代わって銅貨が流通するようになり、地方に独立政権が成立して独自に貨幣を発行した。のちに明を建国する朱元璋も独立政権の1人であり、朱元璋は明の建国前から銅貨を発行して、元の紙幣との比価も定めて流通させた。
モンゴル帝国の紙幣は元以外にも影響を与え、モンゴル帝国の地方政権であるイルハン朝では西アジア初の紙幣としてチャーヴ（鈔）が発行された。しかしチャーヴの流通は長続きせず、2カ月で廃止された。日本では後醍醐天皇が乾坤通宝という新貨を銅貨と紙幣で発行を計画したが、政権の崩壊で実現しなかった。李氏朝鮮では太宗時期に楮貨という紙幣が発行され、李氏朝鮮が発行した最初の貨幣となった。

### 明

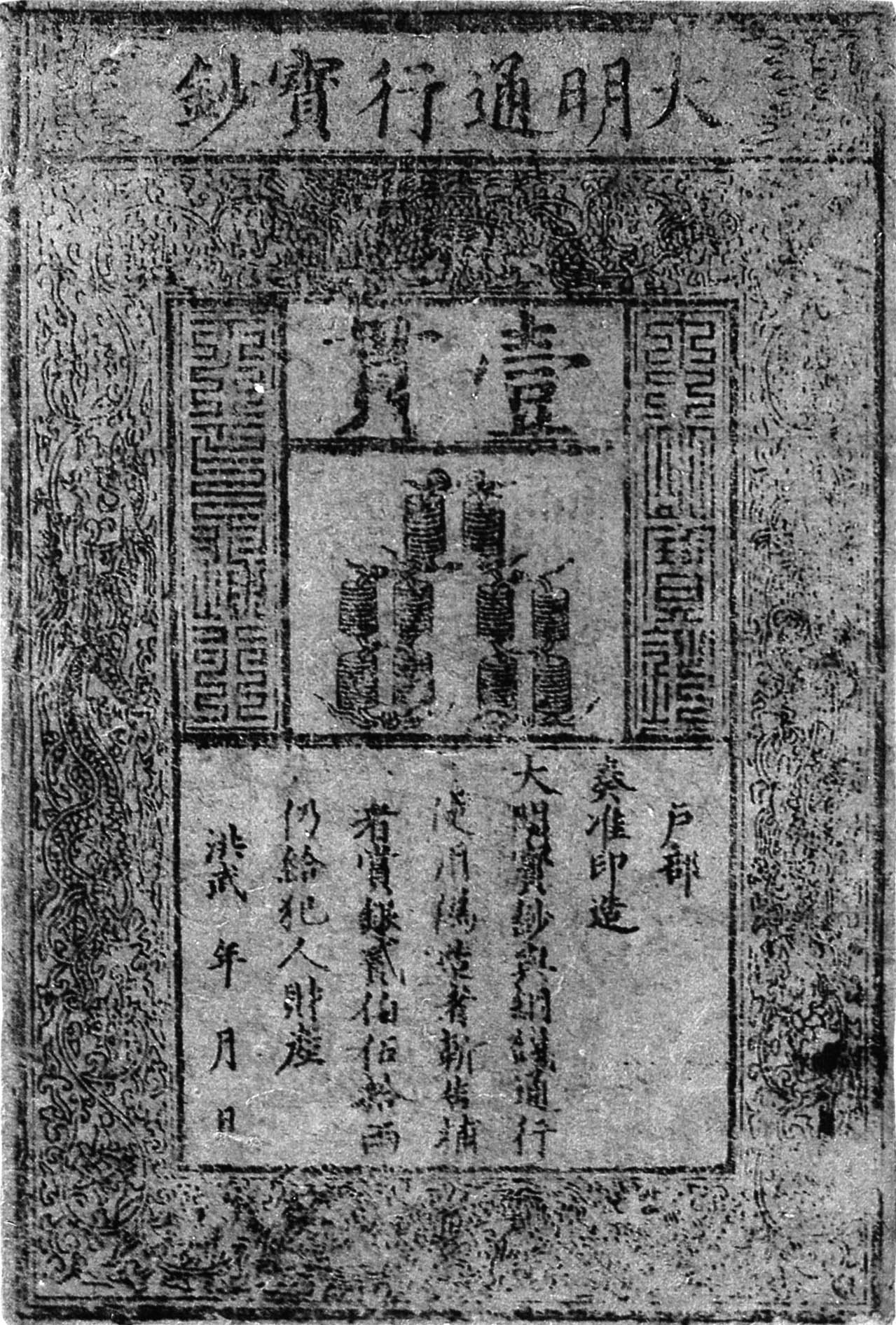
大明宝鈔

明の貨幣は元を引き継いだ部分がありつつも、王朝を通じた統一的な貨幣政策が存在しなかった。明では以下のような貨幣が使われた。
1. 銅貨：小額の取り引き用。官制の銅貨は制銭と呼ばれた。初代皇帝である朱元璋は明の成立前から銅貨を発行し、南京に宝源局（中国語版）、江西行省に宝泉局（中国語版）を設立して大中通宝を発行し、明の成立時には洪武通宝を発行して私鋳を禁じた[118]。
2. 銀貨：銀錠。高額の取り引きや地域間交易用で、地金のまま使われた。当初は銀の民間使用を禁じたが、貿易により銀が普及していった[118]。
3. 紙幣：宝鈔と呼ばれる。政府は銅貨不足を紙幣で補うことを計画し、大明宝鈔（大明通行宝鈔）を発行した。藁と桑の樹皮で作られた大明宝鈔は寸法が縦338ミリ・横220ミリあり、歴史上最大の紙幣ともいわれる[121]。宝鈔には100文から1貫文（1000文）までの5種類があった。元の交鈔と異なり、宝鈔は不換紙幣だった[118][122]。

このほかに明の初期には、紙幣とともに布（絹帛・棉布）や米も高額取引に使われた。元に続いて明でも銅不足が続き、銅貨の発行量は北宋時代の約10パーセントにとどまった。政府は紙幣の価値を維持するために商業税を銅貨3、宝鈔7の比率で納税するように定め、さらに塩の強制販売をして宝鈔で支払わせる戸口食塩法なども制定された。政府は銅貨の発行を停止するとともに金銀の売買を禁止して、法律上で使える貨幣は宝鈔と銅貨のみとなったが、宝鈔は不換紙幣だったために下落を続けた。紙幣は増発も一因となって価値下落を続け、政府はのちに銅貨や銀貨の国内使用を解禁した。
明でも塩の専売は行われたが、元のように貨幣には結びつかず、開中法によって軍の兵站と結びついた。塩を売る商人（塩商）は販売許可証として塩引を買い、1引あたり塩200斤で交換された。銀の普及にともなって塩引の対価も現物の糧食から銀に代わっていった。塩の専売をした徽州商人や山西商人は、地元が農業に適さないため資金を集めて遠距離の商業活動に投資し、海上貿易を行った福建商人と並んで大きな客商集団となった。鉱業は官営であり、貨幣に関係がある銀鉱山（銀場）が重要とされた。しかし産出は少なく、後述のように貿易で輸入された銀が流通の中心となる。銅場は宋代のものがあったがこれも産出が不足し、日本から銅が輸入されることとなる。雲南では元代に続いて貝貨も流通しており、輸入したタカラガイは南京に集められたのちに雲南の皇族や官僚に給付された。
明代の貿易と貨幣
明の銅貨の永楽通宝や宣徳通宝も国外で流通し、日明貿易で室町時代の日本に流入した。明の鄭若曽は『日本図纂』や『籌海図編』において、日本人が好む商品を倭好と呼んでまとめており、その中に中国の銅貨も記録されている。中国の銅貨が流通した地域は、中国商人のコミュニティがあった場所と一致しており、中国の銭と同様のデザインで硬貨を発行した。李氏朝鮮では朝鮮通宝、ベトナムでは前黎朝の太平興宝や天福通宝、陳朝の大治通宝がある。琉球王国では15世紀後半に大世通宝・世高通宝・金円世宝という銅貨が発行されたとされる。琉球王国は朝貢でタカラガイ550万個を送っており、雲南の貝貨に使われた可能性がある。那覇港の御物城（おものぐすく）や渡地村（わたんぢむら）では14世紀から16世紀のタカラガイが大量に出土しており、最も多いのは明の洪武帝から永楽帝の時期にあたる。

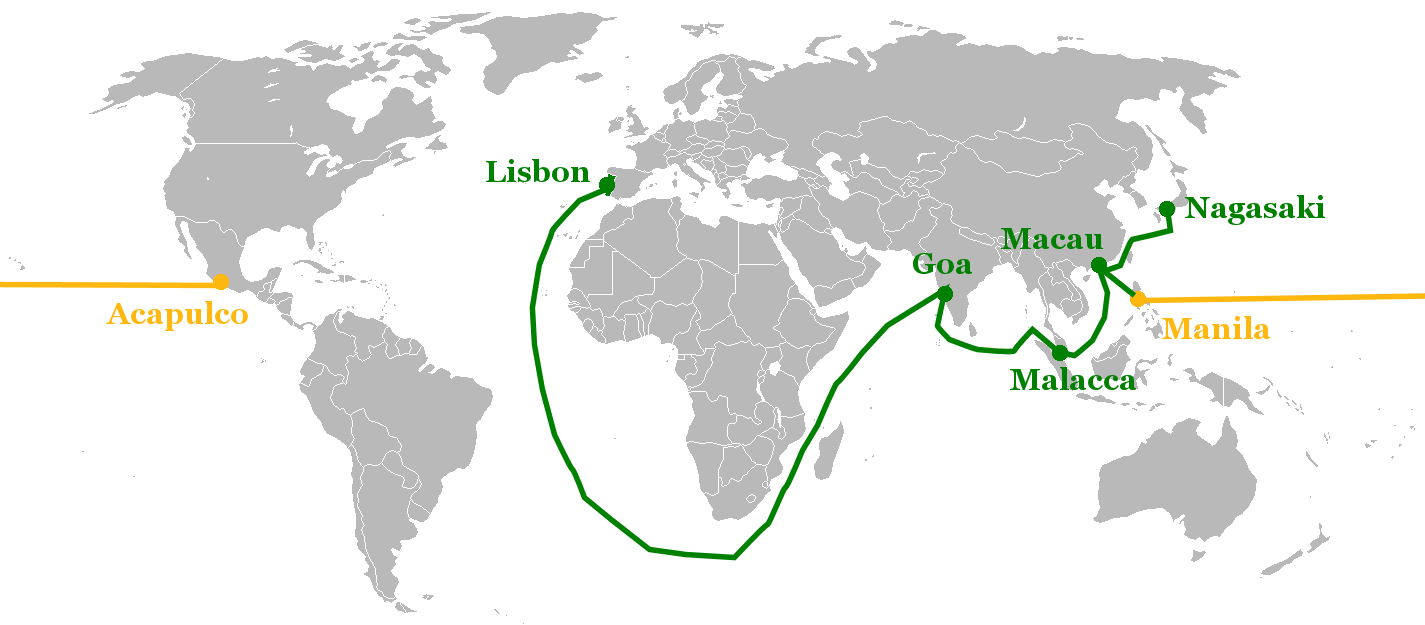
マカオをめぐるポルトガル（緑）とスペイン（黄）の貿易ルート。中国に大量の銀が流入した

明の時代になると、アフリカを周回してインド洋に進出したポルトガルと、アメリカ経由で太平洋を横断したスペインが中国に到達し、中国への銀の流入が始まる。ポルトガルは香辛料を求めて東南アジアに進出したのちに、年間500両の地租を条件としてマカオの居住権を獲得した。居住を許可した理由については諸説がある。明は日本との公式な貿易を禁じていたが、16世紀末から東南アジアで日本人と中国人の取り引きが増えた。こうしてマカオを拠点として、中国・日本・ポルトガルの三国が海上貿易を行って南蛮貿易とも呼ばれ、中国は生糸、絹織物、陶磁器などを輸出して日本の銀を輸入した。スペインは太平洋を横断し、フィリピン諸島の交易中心地であるマニラを拠点として、マニラとアカプルコを結ぶ定期航路を始める。スペインは輸送に大型帆船のガレオン船を用いたので、ガレオン貿易やマニラ・ガレオンと呼ばれた。マニラ・ガレオンは中南米のポトシやサカテカスで採掘された銀を運び、福建から運ばれた絹や陶磁器、香辛料をマニラで買い付けた。
明代の金融
明の時代の両替商は兌銭舗や銭卓と呼ばれ、銀が普及すると、銀貨と銅貨の両替を専門とする者も増えた。清の時代の金融機関である銭荘の起源が明代にあるとする説もある。
マカオ
マカオのポルトガル人は明に対して、地租、船の停泊税、関税などを納めた。マカオではポルトガル式の金融も行われた。ポルトガルの慈善院（ミゼリコルディア）では、富裕者の資金を投資や貧者への喜捨に運用する銀行業務や、遠隔地間の信用取引も行われていた。イエズス会はマカオの慈善院で資金を運用し、南蛮貿易の航海資金も貸し出した。ベルショール・カルネイロ司教は毎年50ピコの生糸の割り当てをイエズス会の財源とした。カルネイロの契約で生糸の独占はなくなり、少額資本でも南蛮貿易に参加できるようになった。イエズス会はプロクラドールという貿易や財務の担当者が南蛮貿易から財源を調達した。

### 貨幣論・貨幣の記録
宋の時代には、王安石によって農民への青苗法や市易法などの改革が行われるが、新法・旧法の争いという論争も起きた。当時の貨幣の記録は、正史にあたる『宋史』食貨志・『元史』・『明史』のほかに、宋の諸制度を集めた『宋会要』、南宋の洪遵による『泉志』、趙汝适による地誌『諸蕃志』、鄭和の遠征に随行した馬歓による『瀛涯勝覧』などからも確認できる。
中国以外の地域では紙幣の存在が珍しく、特に元の交鈔は国外から訪れた旅行家や商人に注目された。マグリブの旅行家イブン・バットゥータは『大旅行記』、ヴェネツィア共和国の商人マルコ・ポーロは『東方見聞録』で交鈔について語った。フィレンツェの商人であるペゴロッティは商業書『商業実務』を書き、元との貿易や紙幣（bilisci）、貨幣レートについて記している。

### 銀貨の普及
16世紀後期からは陶器や絹などの輸出品が銀と交換されて、中国に大量の銀の輸入が続いた。ポルトガルは倭銀と呼ばれる日本産の銀をマカオ経由で中国へ運び、スペインはアメリカ産の銀をマニラ経由で中国へ運んだ。こうした貿易は各地の商人を集め、福建商人（閩商）の他に日本、琉球、占城からも商人が参加した。明が海禁の政策を行なっている頃から牙行と呼ばれる仲買人の集団が活発となり、海禁が緩和されると、貿易や徴税の特権を得る牙行も現れた。
ポルトガルやスペインに続いて、オランダ東インド会社やイギリス東インド会社も東アジアに進出した。日本では江戸幕府が朱印状で貿易を許可し、朱印状は日本を拠点とすれば国籍に関係なく発行されたので、中国人、ポルトガル人、スペイン人も受け取った。明は民間の富の蓄積を抑えるために銀の採掘を規制したが、スペインがマニラへ運んだ銀が5000トンほど中国へ持ち込まれ、貿易商人の豪華な生活が民衆の反発も招いた。中国からは福建商人（閩商）がルソン島に進出し、のちに鄭芝龍が福建商人の首領となり、子の鄭成功は台湾に進出した。スペインが運んだ銀貨は円形であり、貨幣単位の元（圓）の語源となる。
明の紙幣は金銀と兌換できず価値が下落したために、貿易で増加した銀が通貨として使われるようになった。商業の増加とともに銅は不足して、日本からの銅の輸入が重要となった。金銀の貨幣利用を禁止していた政府も民間の流れに沿い、銀による納税を認めた。明は一条鞭法という銀本位制を定め、銀と紙幣が普及して銅貨発行が衰えた。商業の拡大は農村にも及び、各地に市鎮と呼ばれる市場町が生まれた。また、個別分散的だった商人が集団を作るようになり、商幇（シャンバン）と呼ばれた。

### 清

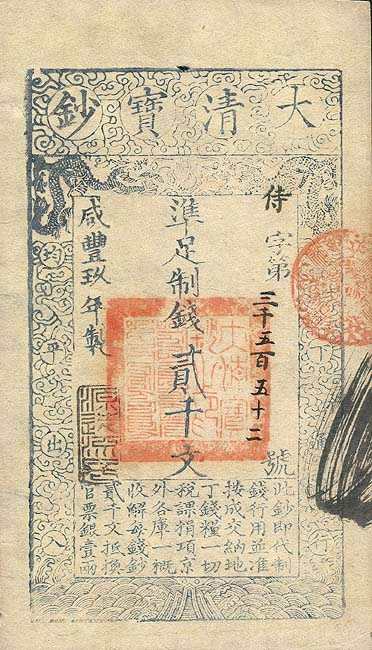
大清宝鈔

清政府は銅貨と銀貨を中心として、明政府の紙幣によるインフレーションを教訓に当初は紙幣を発行しなかった。税制については基本的に明と同様の政策がとられ、当初は明の一条鞭法を引き継ぎ、のちに地丁銀制に切り替えられた。清では以下のような貨幣が使われた。
1. 銅貨：小額取り引き用で、制銭とも呼ばれた。銅貨の普及が本格化し、各皇帝が良質な銅貨の普及に力を入れたため銅貨の信用が増して広く流通するようになり、銅貨の供給量が増えているにもかかわらず対銀レートが高騰する銭貴という状態になった。原料となる銅は日本や雲南で産出された[157]。
2. 銀貨：銀両や銀元と呼ばれる。高額取り引き用。国際的な銀貨の流通により、清も貿易用の銀貨を発行した。これにより、銀貨はそれまでの秤量貨幣から硬貨への切り替えが進んだ[156]。
3. 紙幣：清では民間の紙幣である銭票が流通した。清政府は末期に高額用の戸部官票（中国語版）と、小額用の大清宝鈔を発行した。戸部官票は銀と交換できて5種類あり、大清宝鈔は銅と交換できて7種類あった[155]。

銭票は、携帯が不便な銅貨や銀貨のための預かり証がもとになった。銭票の発行者は穀物店・酒屋・雑貨屋・銭荘などだった。銭票の流通は県を基本的な単位とする地域通貨であり、鎮市などの市場町で使われた。銭票は季節に左右される農産物取引の貨幣受給を調整する役割を果たした。中国式のデザインの銅貨は他国でも続いており、近世には日本の寛永通宝・李氏朝鮮の常平通宝・ベトナムの後黎朝の景興通宝をはじめとする景興銭などが発行された。

### 華僑
ガレオン貿易の影響で、16世紀からルソン島でスペイン人と商売をする華僑が急増して、17世紀初頭にはマニラが中国船寄港地のなかで最大の華僑人口を抱えた。そのほかにも東南アジアに商業移民が増加して、華僑の商人である華商は国外の貿易や金融も手がけるようになり、政治的な影響力も持った。華僑は幇と呼ばれる同族集団をもち、寧波幇・福建幇・潮州幇・広東幇・客家幇の五大幇が成立した。華僑はのちに送金によって本土の経済にも影響を与えた。

### 近世の金融
典当業

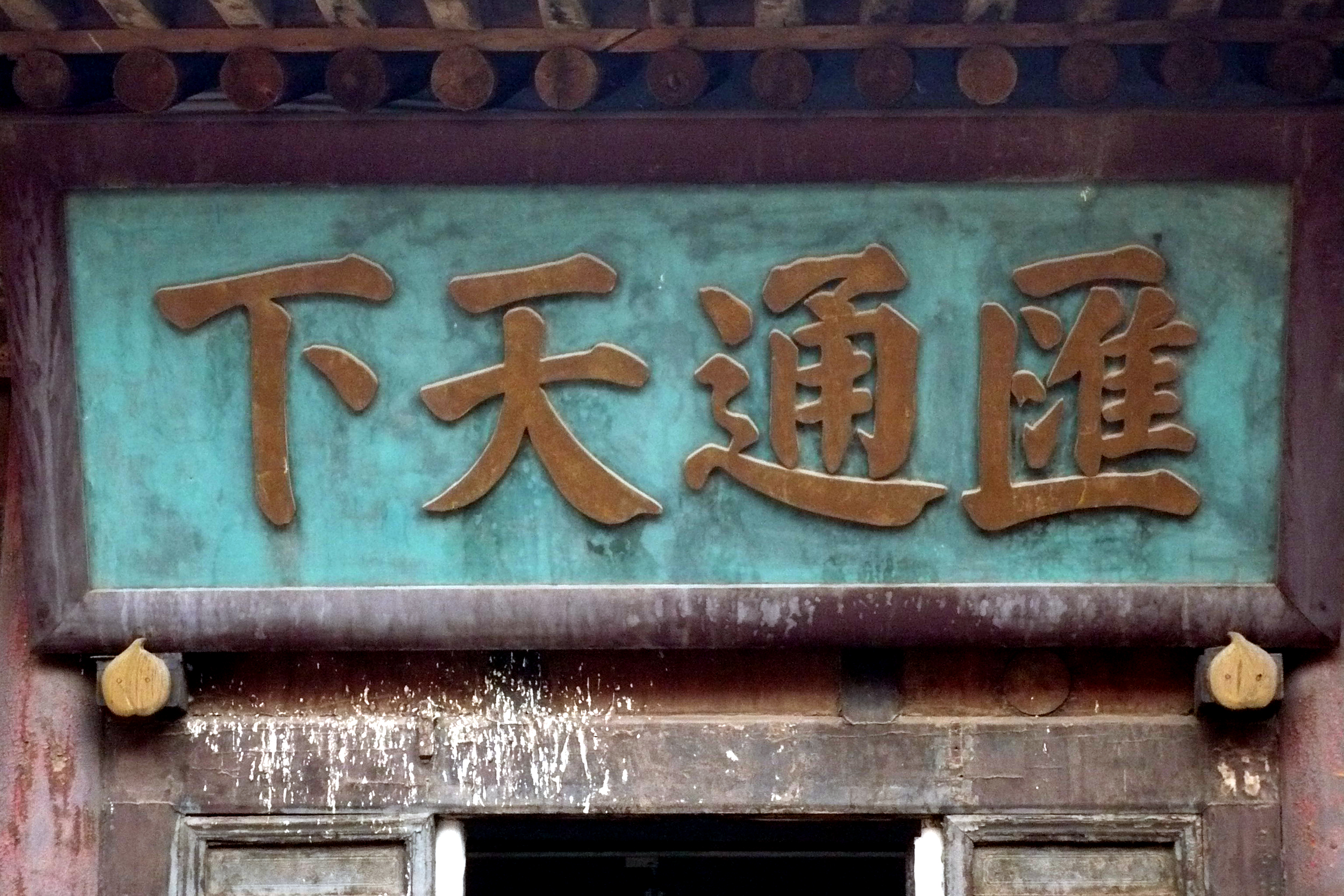
山西商人（晋商）の票号の看板

担保を取って金を貸す典舗や当舗という質屋（典当業）にあたる金融業があり、典当業は預金も受け付けて生息銀と呼んだ。預り証をもとにして、現金に交換できる銭票や銀票と呼ばれる証書も発行されて市場でも流通した。徽州商人（徽商）は全国で典当業を経営した。預金利子は平均36パーセントだったが、明末の法定金利が月三分から四分のところを、徽州商人は豊富な資金を背景に典当の金利を低くして一分〜二分として繁盛し、貧民に利益をもたらしたという評判も得た。
銭舗・銭荘
銀貨に加えて私鋳の銅貨が流通して貨幣の交換が必要となり、地方金融機関にあたる銭荘や銭舗と呼ばれる業者が両替を行った。銭荘は預金も受け入れて金融業者として活動した。資本金は500〜5万両で、取り引き相手は中小の商人や生産者だった。推計では、17世紀後半から19世紀前半の北京では銭舗が389軒、上海では18世紀後半に銭荘が124軒あった。預金利子は平均12パーセントだった。
票号・銀号
票号は山西商人（晋商）が多い金融機関で、8〜20万両と潤沢な資本金があり、政府や官僚、大商人と取り引きをした。山西票号は皇族や貴族の資金も取り扱った。預金、両替、貸付をする銀号や、為替業務や送金を行う票号があった。預金利子は平均5〜8パーセントだった。
共同出資
海洋商船はジャンクと呼ばれる船が主流であり、共同出資が行われた。船長は出資の代表であり、船の株を持つ船員も多かった。総収益から経費を引いた額が共同出資者と乗組員によって配分され、次に出資者は出資額、乗組員は役職に応じて配分された。客商たちは血縁集団で合股と呼ばれる共同出資を行なった。
郷紳と金融業
江南デルタを中心として郷紳と呼ばれる官僚が影響力を持つようになった。郷紳は都市に住みつつ、官僚として得た貨幣を故郷の土地に投資して地主となった。郷紳は税法で優遇もされており、自身は商業を禁止されていたが一族は高利貸も経営した。さらに郷紳は租桟と呼ばれる一種の信託機関を設立して支配を強めたが、のちの辛亥革命では郷紳も攻撃目標にされた。

### 台湾
台湾は中継貿易の拠点として栄えた。オランダはマカオの戦いでポルトガルに負けたのちに台湾に拠点を築き、中国の生糸を日本の銀と交換した。鄭芝龍が廈門や杭州で財をなし、子の鄭成功はオランダを台湾から撤退させて鄭氏政権を建国した。オランダ東インド会社は退去を許されたが、約40万グルデンの資産を鄭成功に渡した。清が攻撃をするまで鄭氏政権は繁栄を続け、貿易で大量の銀を蓄えた。年間に10隻の船が往復して銀40万〜50万両を得たという記録もある。

### 北方の貿易と貨幣
山丹人とも呼ばれるニヴフやウリチは、清の統治を受けつつ樺太アイヌと山丹貿易を行った。山丹人の商品は清に朝貢をして得た絹織物（蝦夷錦）や大陸の産物で、アイヌの商品はクロテンなどの毛皮や江戸幕府から得た鉄製品だった。取り引きにおいて金属貨幣は使われず、清で重宝された樺太産のクロテンを価値尺度の貨幣として使った。山丹側の商品はクロテンの枚数で計算されたのちに、毛皮や鉄製品を混ぜて交換された。クロテンの毛皮1枚＝銀2両、高級とされたカワウソの毛皮はクロテン2倍の比価だった。ニヴフやウリチと取り引きをする漢人の商人は、ヤ、ジハ、ツィクリタ・ジハと呼ばれる3種類の価格単位を使い、それらは清の貨幣単位に対応していた。最大のヤは銀貨1両、最小のツィクリタ・ジハは清の銅貨1枚にあたり、ニヴフはヤのみを使った。清の貨幣は商品を交換する時の計算単位に使うのみであり、ニヴフは清から金属貨幣が流入しても装飾品として使った。

### 近世の貨幣論・貨幣の記録
正史である『明史』のほかに、商業書に貨幣についての記述がある。明代の中期から客商が活発化し、商人のための実用書が多数書かれた。内容としては商人の心得、地理や旅行方法、各地の商品や貨幣、取り引きや官憲対策などが含まれていた。貨幣や商業に関係する算術を扱った書もあり、出資、利益配分、賃借、両替などが計算の例題となった。

## 近代

### 管理貿易と貿易銀

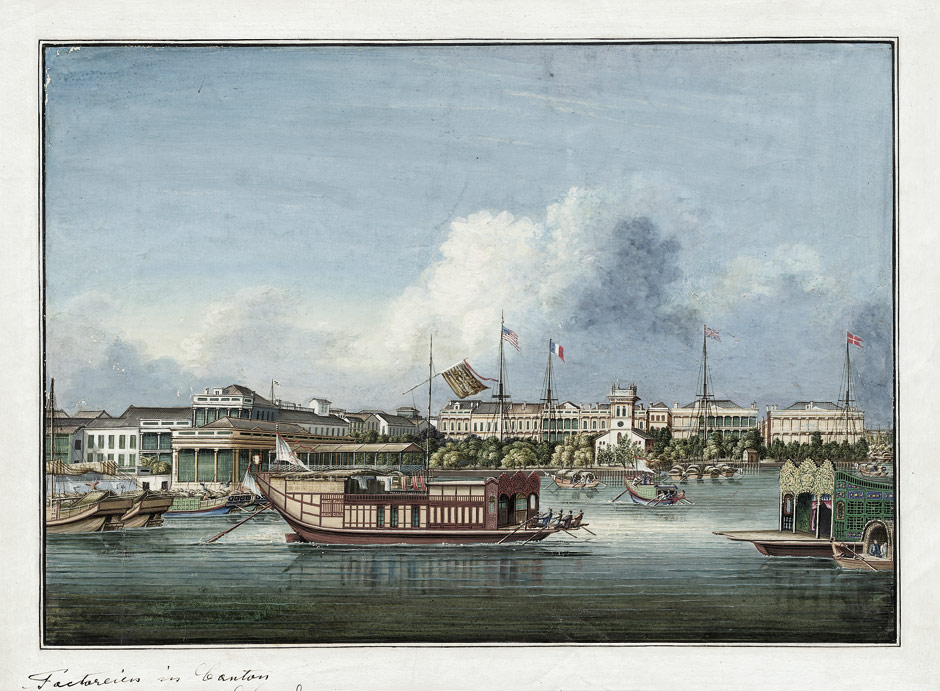
広東十三行、1850年

清の成立当初は遷界令による海禁政策がとられたが、鄭氏政権の降伏によって清が台湾支配を始めると、展界令によって貿易が解禁される。ポルトガルとスペインに代わってオランダやイギリスの影響力が強まり、清は中国の伝統的な貿易である朝貢にのっとって朝貢を求める夷狄に物品を賞賜するという形式をとった。清は江蘇・浙江・福建・広東清に海関を設立して入港税と貨税を徴収して、政府ではなく宮廷の収入とした。欧米商人との取り引きをする貿易港は広州に限定され、広東貿易体制と呼ばれた。外国の商人は陸上居住を禁止され、広東十三行と呼ばれる特権商人のギルドが取り引きを独占した。こうした特権商人は公行と呼ばれ、のちにイギリスと対立した。銅貨の素材となる銅は引き続き日本から輸入され、杭州の乍浦と寧波が貿易港となった。

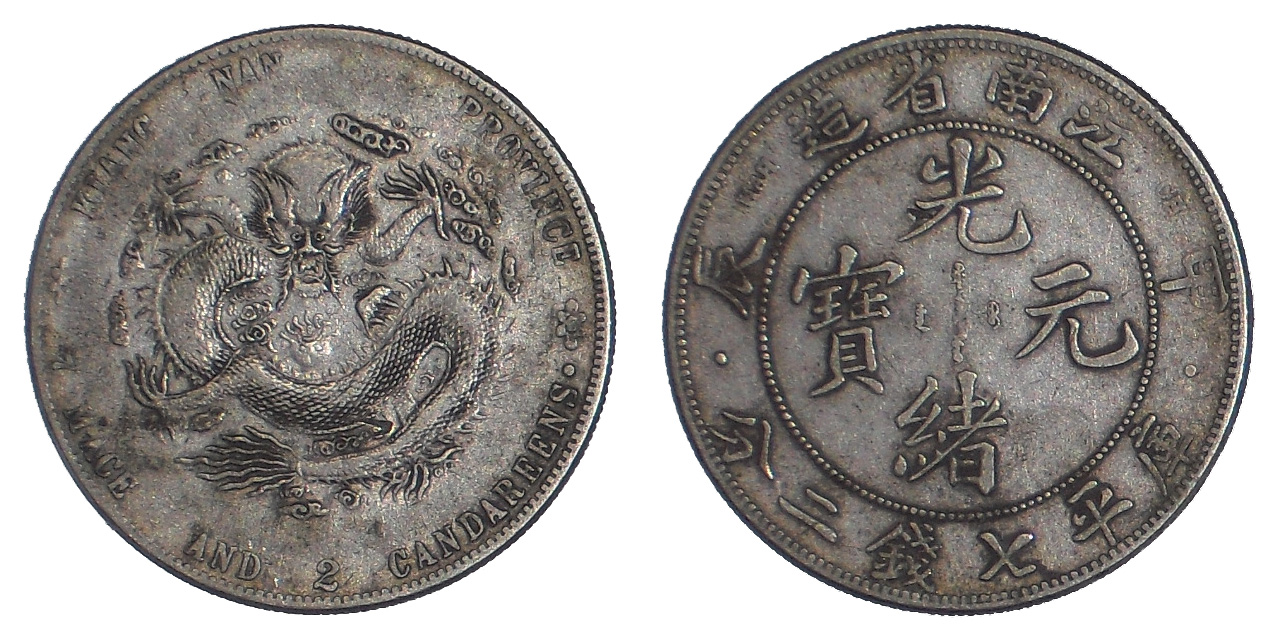
貿易銀である光緒元宝、七銭二分、江南省、1904年

銀貨が世界的な貿易の支払いの中心となり、貿易専用に発行された銀貨を貿易銀と呼んだ。メキシコドルは国際貿易の決済通貨となり、ドルの語源となった。それまでは銀が秤量貨幣として使用されていたが、清末に広東造幣廠が設立されて本位銀貨として光緒元宝が発行された。これが銀元と呼ばれる貿易銀となった。中国では圓の同音で元と呼ばれ、のちの東アジアの通貨単位である円、元、ウォンなどの由来にもなった。のちに香港でも貿易銀をもとにして銀貨を発行し、香港ドルの成立につながる。

### 列国の経済進出
17世紀からヨーロッパとの茶貿易が始まり、イギリスは中国茶の輸入が続いて中国へ銀が流出したため、解決策としてアヘン貿易を行った。イギリス東インド会社は、自国の工業製品の販売、銀を対価としない中国茶の輸入、植民地インドの財源という3つの目的を解決するためにアヘンによる三角貿易を確立した。アヘン貿易の中継地としてシンガポールの商人が活動し、インドからのアヘン輸出が対中国貿易黒字の3分の1を占めてイギリスは赤字を解消した。これに対して清では1827年頃から貿易で入超となり、銀の流出とアヘン中毒の拡大が問題となる。清はアヘンを禁止したがイギリスは密貿易でアヘンを運び、アヘン戦争の原因となった。
アヘン戦争終結のための南京条約により、清の統治原理からはヨーロッパ諸国は互市国として位置づけられた。香港島の割譲、5港の開港、貿易自由化が決定して不平等条約につながったが、それまで非公認だった華僑の存在が認められるという変化も起きた。特許商人制度は廃止となり、広東十三行も停止されて、広東に代わる中継地として香港で南北行を結成する者も出る。南京条約の影響で上海や香港が急拡大を続け、イギリスは香港上海銀行を設立した。香港は中継貿易や金融で栄え、上海は最大の貿易港となる。銭荘などの伝統的な金融機関に加えて国外の銀行が相次いで進出して、上海の外灘地区は東洋のウォール街とも呼ばれた。欧米商人との仲介業者は買弁とも呼ばれ、成功した買弁は欧米型の企業家のはしりとなった。上海の通貨は銀両だったが、外国人は決済の数字を書類で目にするのみであり、現金を不潔と見なす者もいた。外国の銀行が進出するようになると、上海の銭荘や広東の銀号の中には欧米式の銀行業務を行うところも現れた。マカオは中葡和好通商条約によってポルトガルの領土となり、ポルトガル植民地の発券業務を行なう大西洋銀行が通貨としてマカオ・パタカを発行した。
清は開港によって朝貢とは異なる貿易を行うことになり、同時期に開港した朝鮮王朝や日本の明治政府、東南アジアと取り引きを盛んにした。貿易によって沿岸地域の経済力が増し、税制に重要な変化が起きる。中国の歴代王朝では土地税が財源の中心となってきたが、これに代わり、太平天国の乱の平定時に導入された流通税と、関税や外国借款が主な財源となった。東アジアの利益をめぐる各国の競争は戦争の原因にもなり、朝鮮王朝には日本と清が進出をして対立して日清戦争が起きた。清が日本に敗北すると、朝鮮は朝貢を終えるとともに、中国はヨーロッパや日本による分割が進んだ。

### 華僑・香港・シンガポール

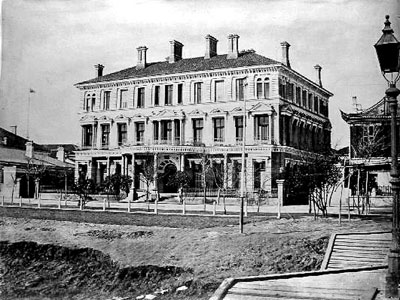
香港上海銀行第1号店

19世紀前半から中国からの移民が急増した。初期の移民は単身の出稼ぎが多く、華工や苦力と呼ばれて重労働に従事した。こうした華僑は本国の家族に定期的に送金をしており、また本国に投資をする華商も出るようになり、中国経済に影響を与えた。特に東南アジアからの華僑送金は、華北・華中からの入超だった華南の経済をおぎなう効果もあった。広州、シンガポール、サイゴン、バンコク、サンフランシスコ、シドニーなどからの送金が香港を中継した。
華僑の送金は大きく分けて4種類あり、(1)郵便送金。(2)帰国者の携帯。(3)移民の斡旋人が仲介する送金。(4)華僑の送金機関である民信局となる。民信局は郵便局と為替銀行の面をもっており、貿易を兼業する者もいた。民信局の送金方法は、現金・為替・商品などがあり、複雑な過程をへていた。たとえば為替送金は二重為替の香港を中継しており、(1)送金依頼者が東南アジアの現地通貨で送金を求める。(2)東南アジアの送金側民信局は香港の支店に連絡し、華南の受け取り側民信局に支払うように指示する。(3)送金側民信局は、相当額の集積があった時か、為替相場が有利になった時に送金するという手順だった。この送金ネットワークは印僑による東南アジアからインドへの送金も行なっており、金融によって東アジア・東南アジア・南アジアを連結する効果もあった。
香港ドル
開港後の香港では秤量貨幣と計数貨幣が混在しており、以下のような貨幣が流通していた。
1. ドル銀貨：メキシコドル・スペインドル（英語版）[189]
2. スターリング・ポンド：イギリスや東インド会社の金銀貨幣[189]
3. 銀両（銀貨）・銅貨：清で発行された貨幣[189]

香港の植民地当局は全てを合法としたが、イギリス植民地省は英国通貨のみを合法とした。しかし実際にはほかの貨幣も流通し、なかでも貿易銀として流通していたドル銀貨を中心とするようになる。このためイギリス植民地省はドルを法定通貨に定めた。香港上海銀行・チャータード銀行・チャータード・マーカンタイル銀行が紙幣（銀行券）の発行を認められ、やがて外国貨幣の流通が禁止されて香港ドルのみとなった。華南各地の決済は貿易を中心に香港を介して行われるようになり、香港ドルの決済圏が形成されていった。決済は香港ドルだが、華南での実際の取り引きには広州の貨幣が使われ、銀号が交換を行った。
香港は同じくイギリス植民地だったシンガポールと密接な関係にあった。香港は二重為替によって金建て取引と銀建て取引を仲介し、銀本位制の中国と金本位制の諸外国を中継した。シンガポールは東南アジアの貿易や為替の中継地となった。のちに香港は中国が銀本位制を停止するまで銀にリンクし、シンガポールは金為替本位制を採用した。香港では1840年代からカリフォルニア移民が急増し、銀鉱山や金鉱山、鉄道の労働者となったアメリカからも送金を行なった。1910年代には華人資本による近代的な銀行業への参入があいついだ。広東系の廣益銀行、潮州系の四海通銀行、中国交通銀行、福建系の華僑銀行、シンガポール系の利華銀行などがある。

### 銀本位制と国際金本位制
銀についてはアヘン貿易が問題となるまで流入が続いていたが、銅貨の不足は解消されず、銭票が増加する一因にもなった。銭票は道光帝期になると6種類が普及した。
1. 凭帖：銭荘が発行。随時現金と交換できる[164]。
2. 兌帖：銭荘が発行。別の店で制銭や銀両で受け取られる[164]。
3. 上帖：銭荘の間や、銭荘と質屋の間で契約して発行した[164]。
4. 上票：銭荘以外の商店から発行。銭荘でも使用できるが、信用性がやや下がる[164]。
5. 壺瓶帖：年末の資金不足の時期に一般商店や銭荘が発行[164]。
6. 期帖：現在の先物の手形に近い[164]。

凭帖・兌帖・上帖は現金と同じように使用された。上票・壺瓶帖・期帖は随時には現金と交換できなかった。
清政府も、アヘン戦争や太平天国の乱などの戦争による財政支出の増加と歳入不足により紙幣を発行した。しかし政府が発行する紙幣を使う習慣が長らくなかったため、戸部官票や大清宝鈔の使用者は裏書きや印章で信用を保証して流通させた。清は財政不足のために朝貢してきた国への回賜に紙幣を使うようになり、朝貢貿易の利益が減った。これにより各国の朝貢は終了していった。銭票は20世紀まで続いて吊票とも呼ばれ、政府や商会に規制される場合もあった。
アヘン戦争以降は賠償金が清の財政を圧迫し、清が義和団の乱の賠償を支払う国は13カ国におよんだ。19世紀からは各国で金本位制の採用がすすみ国際金本位制の時代となっていたが、清は銀本位制であった。そのため銀価格の下落が起きると清の債務は実質的に増加して財政負担が増え、他方で金本位制国家は中国への投資を拡大した。各国は賠償金をもとに中国に投資して、貿易、借款、外債においては外国の銀行が大きな役割を果たした。なかでもイギリス系の香港上海銀行は投資を拡大し、銀資金を清や日本への借款としたり、各国に支店を増やして貿易金融や華僑送金も業務とした。義和団の乱以降は、中国の公的資金も外国の銀行に握られ、税関収入は香港上海銀行、ロシア・アジア銀行、ドイツ・アジア銀行に管理された。

### 辛亥革命から近代的制度へ

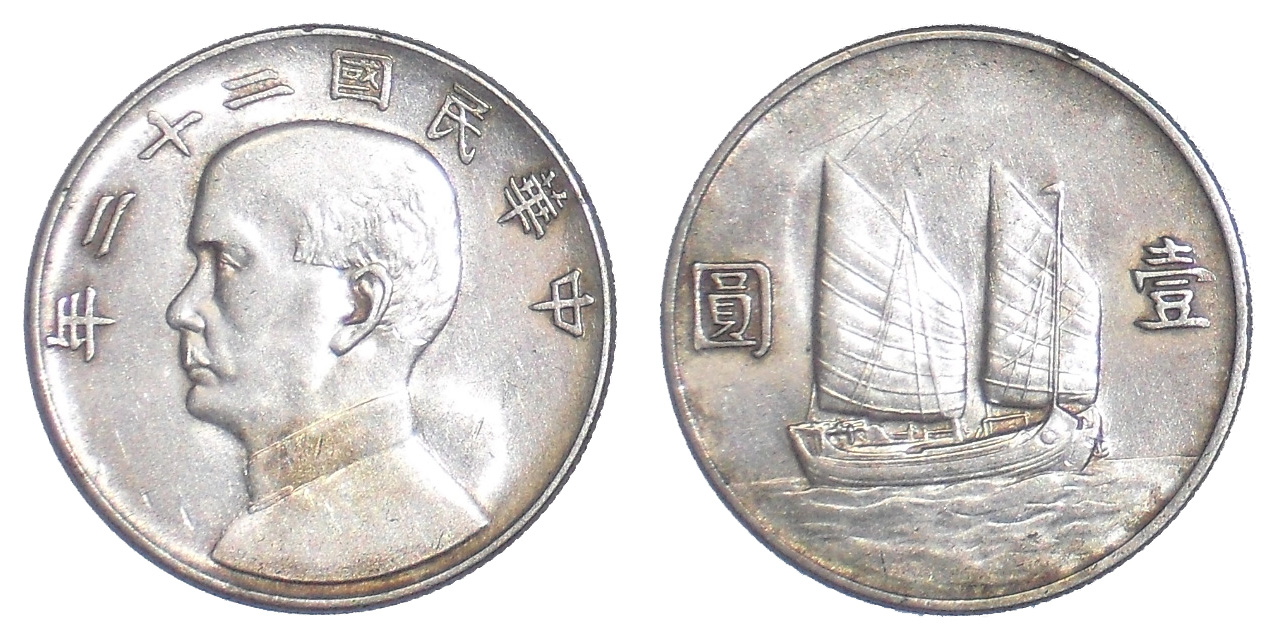
壹圓銀貨、孫文像幣、1933年

中国国民党の政治家である孫文は1913年に銭幣革命を提唱した。この思想は金本位制や管理通貨制度を含んでおり、蔣介石によって引き継がれた。辛亥革命で清が倒れ、1927年に成立した蔣介石の南京国民政府は、銭幣革命の思想にもとづいて中央銀行の設立、通貨発行権の集中、廃両改元を進めた。これにより秤量貨幣である銀両が廃止され、新たに1円銀貨として孫文像幣が発行された。南京国民政府は関税自主権を主張し、金融機関としては四行二局を設立した。これは中華民国中央銀行、中国銀行、交通銀行、中国農民銀行の四行と、郵政預金為替管理局、中央信託局の二局である。中央銀行の権限は(1)兌換券発行、(2)国幣の鋳造と発行、(3)国庫の経理、(4)内債・外債の募集と経理だった。南京政府は四行をはじめとして商業銀行にも介入して支配力を強めた。全国の164銀行に占める四行の資本総額は42パーセント、資産総額は59パーセントに及んだ。
南京国民政府は共産党軍や日本軍との戦闘によって軍事費が増えたため、税制改革を行って関税・塩税・統税（流通税）を定め、旧来の7000以上の租税項目を廃止した。内債・外債の整理も行い、33種類の内債を統一して14億6000万元の公債を発行した。浙江財閥系の銀行が公債を引き受けたが、財閥系銀行への依存を強める結果となった。

### 満洲・日本占領地
日本は日清戦争、日露戦争ののちに満洲事変で中国東北部に進出して、傀儡政権である満洲国を建国した。張作霖政権下にあった東三省官銀号などの銀行を合併して満洲中央銀行が設立され、日満経済の一本化が目標とされた。満洲国の紙幣は銀本位制となり、旧銀行が発行していた貨幣は回収された。のちに世界恐慌が起きて銀が高騰した際に、銀本位制から離脱して日本円とリンクした。南満州鉄道（満鉄）をはじめとして国策会社が設立され、東北地方への投資は増加を続け、1932年は9100万円、1934年は1億4363千万円となった。満洲国は五族協和を理念としていたが実際には差別があり、経済面でも賃金や食料などに差があった。
占領地では、日本は中国銀行や中央銀行をはじめ50以上の金融機関を接収して金融支配をはじめる。占領地に傀儡政権を設立し、金融機関として中華民国臨時政府下の中国聯合準備銀行、汪兆銘政権下の中央儲備銀行、中華民国維新政府下の華興商業銀行などを設立して通貨を発行した。占領地で合弁会社も多数設立し、華北には北支那開発株式会社、華中には中支那振興株式会社が設立された。
満洲国や蒙古聯合自治政府はアヘンの栽培と専売を行って華北にアヘンが流通し、満洲国はアヘン専売によって一般会計の1割以上をまかなった。ペルシアやトルコ産のアヘンは、鈴木商店や昭和通商などの日本企業が上海や大連に密輸した。

### 世界恐慌と法幣
世界恐慌によって銀価格も暴落し、銀本位制をとる中国の為替は安くなったため恐慌の影響を緩和した。このため1927年〜1929年の間に世界の輸出総額は42.7パーセント減少したのに対し、中国は10.5パーセント減少で比較的被害が少なかった。その後、アメリカが金本位制から離脱して銀の国有化政策を行うと銀価格は暴騰し、中国の銀は1934年の1年間で推定2億6000万元が流出した。銀不足は中国に物価の下落と恐慌を招き、各地で銀行や銭荘などの倒産や営業停止が相次いだ。南京国民政府は銀の流出を防ぐために幣制改革を行い、中央銀行・中国銀行・交通銀行の紙幣を法幣と認定した。納税や公金は法幣によって扱われることになり、銀の使用は禁止された。政府は各地から銀を供出させて法幣と兌換させ、銀を国有化した。この政策により、四行には3億元の銀が集まったといわれる。こうした政策はイギリスの大蔵省顧問であるフレデリック・リー・ロスの指導のもとで実施され、中国はイギリスのスターリング・ポンドに法幣をリンクさせた。法幣は経済の復興に貢献し、国民政府の金融支配を確立した。

### 辺区券
中国共産党は江西省で中華ソビエト共和国を建国した。ソヴィエト区時代の主な政府財源は地主の資産没収と土地分配、富農や商工業者への徴税であり、共和国時代には財務機関が設立されて累進課税の税制や公債が定められた。ソヴィエト区時代の銀行は共和国においては辺区銀行となり、公営商業機関のための貨幣として光華代価券（辺区券）を発行した。各地の辺区（解放区）政府は紙幣発行のほかに預金、貸付、為替などの業務も行った。辺区券は法幣に対して下落してインフレーションが起きた。用紙が不足した地域では、工農銀行券をはじめとして布鈔と呼ばれる布製の紙幣も発行された。

### 第二次世界大戦
日中戦争の時期を中心として中国は戦乱となり、国民党の蔣介石政権、中国共産党、日本占領地域など各勢力が通貨を発行して乱立状態となった。
1. 法幣：蔣介石政権下の四行が発行[209][210]。
2. 辺区券：中国共産党解放区の辺区銀行が発行。通称は辺幣[211]。
3. 満州国圓：満洲中央銀行が発行。通称は国幣[215]。
4. 朝鮮銀行券：朝鮮銀行が発行。日本の占領政策とともに中国にも進出し、満洲国や華北で流通した[216]。
5. 日本占領地の貨幣：華北は中国聯合準備銀行券（中国聯合準備銀行が発行。通称は連銀券）、華中は中央儲備銀行券（中央儲備銀行が発行。通称は儲備券・中儲券）、華南は華興商業銀行券（華興商業銀行が発行。通称は華興券）があった[215]。
6. 軍用手票（軍票）：日本軍が発行。厳密には貨幣ではないが、日本軍が占領地で物資の調達に使った[215]。

流通高をみると、1939年時点で法幣30億8200万元、辺区券1200万元、連銀券4億5800万円、軍票5600万円、華興券500万円であり、当時の相場では日本側の通貨の流通高は15パーセントに限られていた。そのほかに河北省銀行券、冀東銀行券、冀南銀行券、金属補助貨幣、商業銀行券も流通していた。国民党政府は日本占領地から工業施設を移転して財政再建をはかり、国家四銀行は西南・西北地区に移転して財政金融の最高機関となる。国民党政府は開戦前の財源だった関税や塩税などの間接税がなくなったために所得税、遺産税、可分利得税などの直接税に切り替えて、不足分は公債で補った。通貨の価値が下落した地域や前線では、日本側は通貨や軍票の代わりにアヘンを物資調達に使った。
日中の通貨戦争
国民党政府はイギリス・アメリカの支援を受けて法幣の価値を守ろうとし、日本は工作によって法幣を攻撃して国民党政府の外貨準備を奪おうとした。上海にはイギリス、アメリカ、フランスの租界があり、1940年までに50億元以上の資金が流入し、太平洋戦争まで繁栄を続けた。日本は日本円とリンクした連銀券を流通させるために法幣の排除を計画し、法幣売りを行う。しかし、蔣介石政権の外貨割当制がきっかけで華北と上海の価格差を利用した鞘取りが行われるようになる。華北の朝鮮銀行券を上海に運んで日本側の銀行で法幣に交換し、それを華北に運んで連銀券を通じて朝鮮銀行券に交換するという方法が増えた。このため日本は法幣売りを停止して、外貨転換をできなくなった日銀券は下落し、日本側はさらなる対策として法幣の偽造を行ったが失敗した（後述）。
第二次大戦後、日本に勝利した国民党政府は旧日本占領地政府の資産を接収した。2400以上の日系の工場をはじめ、金融機関、農地などが接収され、工場だけで20億USドルに相当した。貨幣制度の統一をはかるため、国民党政府は法幣に有利なレートで連銀券や中儲券など旧日本占領地区の通貨を交換した。法幣と連銀券は1＝5、法幣と中儲券は1＝200で交換された。

### 近代の貨幣論・貨幣の記録
清の時代には、銀が不足した17世紀後半と19世紀前半に貨幣をめぐって活発な議論があった。17世紀後半には台湾の鄭氏政権や緊縮財政による銀不足があり、19世紀前半にはアヘン貿易による銀の流出が問題となった。銀不足の対応について、国家が不換紙幣を発行するべきとする統制論と、民間経済の動きに合わせるべきとする自由経済論、そしてその中間に大きく分かれた。

## 現代

### 国共内戦と東西冷戦
第二次大戦後は、国民党と共産党による国共内戦となった。アメリカ合衆国とソビエト連邦の冷戦によって、アメリカ政府は国民党政府を経済支援する。1945年下半期から1948年6月までの援助額は51億400万USドルで、国民党歳出の73パーセントに達した。こうした援助はアメリカとの条約と引き換えに行われたが、国共内戦が激化すると国民党政府は軍事費をまかなうために法幣を大量発行してインフレーションを招いた。国民党政府は法幣に代わって金円券を発行したが、正貨準備の裏付けなしで増発されてインフレを引き起こし、金円券ののちに発行された銀円券は、中国共産党の人民幣（人民元）との競争に破れた。国共内戦は中国共産党の勝利に終わり、共産党政権は金円券を回収するために人民幣1元＝金円券10万元で交換した。

### 人民元と計画経済
中華人民共和国の成立により、中国人民銀行幣（人民元）を通貨として社会主義体制のもとで計画経済が始まった。国民党系の資本は国有化され、基本通貨は人民元に統一された。続く1万分の1のデノミネーションで通貨は安定し、民間金融機関は公有化が進んで人民銀行に統合された。賃金は高インフレーションの影響もあって一部が現物支給のかたちで始まり、やがて現物給は賃金制度に統一されて賃金総額や所得分配が管理された。
価格や流通は政府によって決定され、買い物の際には通貨とともに配給切符を出す必要があった。配給切符は職場で配布されており、自転車や家電など当時希少な物品は切符が少なかった。価格統制は鄧小平の改革開放から緩和され、市場で決定される割合が増えていった。最後の配給切符である糧票と呼ばれる食糧切符も廃止され、価格と流通の自由化が成立した。工業化をすすめるにあたって大型工業設備の導入に外貨が必要となり、国外からの直接投資や融資を受けることが改革開放政策の一因でもあった。

### 改革開放

人民元の対ドルレート

人民元は改革開放によって大きく変化する。それまでは外貨兌換券用の公定為替レートと市場の為替レートに格差があったが、改革開放によって二重相場制を廃止し、管理フロート制を導入した。これにより人民元は実質的にドルペッグ制となった。国際通貨基金（IMF）の8条国となったのちは経常取引の自由化が義務づけられるが、中国は資本取引の規制を続けて、銀行の国際取引も外貨管理局が統制した。この規制はのちのアジア通貨危機においては有利に働いた。
マネーサプライ（M2）の上昇は実質GDPを上回り、内陸部と沿海部では通貨の流通が異なる動きを見せた。内陸部では現金取引が多く預金が少ないため流動性が不足し、中央銀行が資金割当にそって現金を供給した。対する沿海部では経済開発が進んで金融システムが整備され、預金量も豊富であった。このため比較的生産性が低い内陸部の現金は、生産性の高い沿海部へと流出した。1984年〜1994年の間にマネーサプライは8.1倍となり、高額紙幣として50元や100元が新たに発行されて、紙幣の最高額面がそれまでの10元から拡大したために紙幣枚数の増加は落ち着いた。しかし次は2元以下の小額面の紙幣が不足して、釣り銭用の小銭が不足する時期があった。外貨管理のためには外貨兌換券として兌換元が発行されて1995年まで流通した。

### 人民元の国際化
経済成長にともなう資源確保のために、1990年代からはアフリカ諸国との貿易が増加した。中国・アフリカ協力フォーラム（FOCAC）を3年ごとに開催し、第1回の開催地である北京では30億ドルの優遇貸付と20億ドルの輸入業者向け優遇貸付を約束した。そして重債務国と低所得国に対する債務免除として、合計190億元の債権を放棄した。以後、中国政府はアフリカ諸国の政府に貸付を行っており、貸付の内容は建設などの経済インフラであり、中国は欧米と異なり内政不干渉の援助を行うので歓迎された。中国の援助は商務部の対外援助司が担当しており、2011年の発表によれば、2009年までに2562.9億元の援助を161カ国・30機関に供与している。開発途上国向け融資は、国際復興開発銀行（IBRD）の開発途上国向け融資額を超える年もある。東南アジアにおいては、カンボジア・ラオス・ミャンマー・ベトナム（CLMV）諸国と2000年代から貿易関係強化・インフラ整備・技術支援などの協力を進めた。南寧を会場として中国ASEAN博覧会（CAEXPO）を開催し、貿易成約額は第1回（2004年）の10億8400万ドルから第7回（2010年）の17億1000万ドルと増加した。
世界貿易機関（WTO）加盟以降は、石油をはじめとする資源や農産物輸入のために貿易を拡大させた。走出去政策のもとで対外投資ガイドラインが作成されて投資支援策も行われた。民間による外貨の保有、グローバルな資金流入、海外への投資が増えるにつれて投機的な資金流入も起きた。投機への対策として、政府は対ドルレートを2パーセント切り上げ、ドルの単独ペッグ制から通貨バスケット制へと移行した。これを人民元改革と呼ぶ。2006年には外貨準備高が世界最高の1兆ドルとなった。貿易による人民元決済は2014年時点で輸出入の25パーセントとなり、人民元建てのオフショア人民元市場も開設された。人民元建てのオフショア市場は香港、マカオ、台北、シンガポール、ソウルなどアジア各都市のほかにオーストラリアやヨーロッパにも開設されている。

### 現代の金融
企業の資金調達
企業の資金調達方法としては(1)起業家の自己資本、(2)銀行融資、(3)社債、(4)株式発行、(5)政府投資があるが、計画経済においては、改革開放以前（1953年〜78年）までは(5)中央政府の投資が主要であった。その後、改革開放前半に(2)銀行融資や(5)地方政府の投資が増えて、改革開放後半には(1)自己資本や(4)株式発行も増え、21世紀からは(3)社債も増加した。外国の投資家へのアピールも増え、近年では国内での上場よりも先に国外で上場する企業も増えている。
金融機関

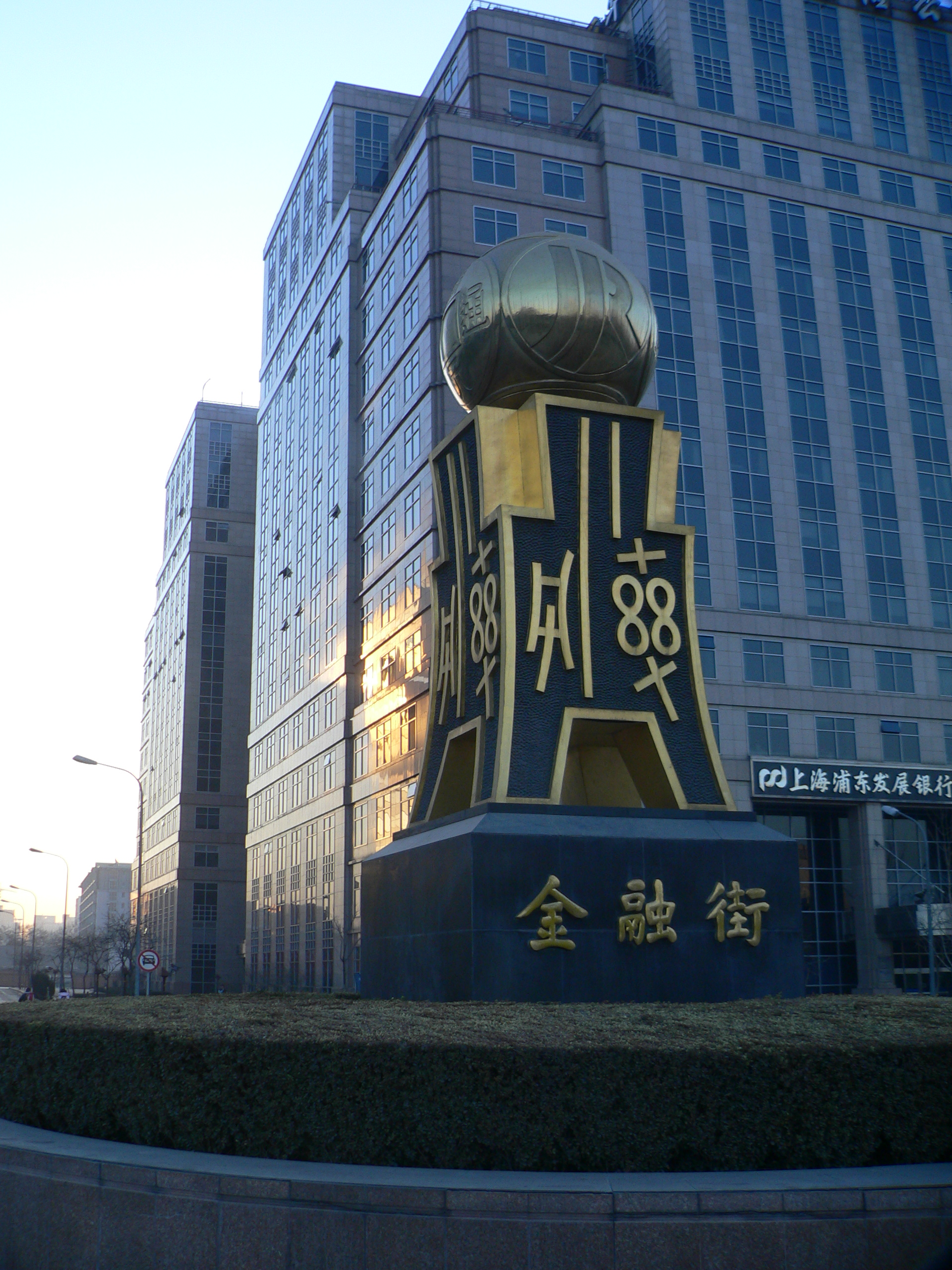
北京金融街のシンボル。春秋戦国時代の布貨を模している

改革開放前の銀行は中国人民銀行のみだったが、それが分割されて中国農業銀行、中国銀行、中国人民建設銀行、中国工商銀行の四大国有銀行となった。さらに地方政府や国有企業が設立した銀行や、信用合作社などの金融機関が増加した。これらの金融機関は国民の預金を、政府の政策に沿って融資した。四大国有銀行は商業銀行として業務を行うようになり、新たに政策金融を行う政策性銀行として国家開発銀行、中国農業発展銀行、中国輸出入銀行が設立された。
1985年には、国有企業の資金調達は全て銀行融資が原則とされた。このため資本が0であり資金は全て銀行融資となる国有企業が多数出現し、国有企業の不良債権が問題となった。不良債権は最大時の2000年には国内総生産（GDP）の22.5パーセントに達する巨額となり、不良債権処理のために金融資産管理会社が四大国有銀行から不良債権を買い取った。買い取られた不良債権は1兆4787億元にのぼり、金融資産管理会社の損失は最終的に政府の負担となった。世界金融危機後の景気刺激策により、地方政府は融資プラットフォーム（融資平台）と呼ばれるノンバンク企業による資金調達を行った。中国人民銀行は融資プラットフォームを通じた金融機関の融資は14兆元に達すると公表した。
家計貯蓄率の上昇によって金融仲介業も活発になり、近年では電子決済の普及によってオンラインの理財商品が増加した。マネー・マーケット・ファンドをする余額宝は、銀行の定期預金よりも利回りが高いためユーザー数が1億人を超え、2017年時点で1.6兆元に達して単独のファンドとしては最多の投資家がいる金融商品となった。銀行業務は簡素化されて従業員が減り、2017年の五大商業銀行は合計2.7万人の純減となっている。
金融センター
第二次大戦後はアジアにおいても金融センターが発展した。金融センターの国際的競争力を示す指標としてZ/Yenグループの世界金融センター指数 (GFCI) があり、2019年3月時点では、上位5位は1位ニューヨーク、2位ロンドン、3位香港、4位シンガポール、5位上海と中国から2つ入っている。

### 通貨危機と国際機関

アジアインフラ投資銀行加入国分布情况（2019年11月3日）

アジア通貨危機の際は、東アジア各国の通貨が切り下げを行う中で、中国は人民元を切り下げない方針を示して安定化に貢献した。通貨危機後には、アジアの金融セーフティネットとしてチェンマイ・イニシアティブが合意された。世界銀行と中国は対アフリカ融資を中心として協調が進み、北京大学教授の林毅夫（ジャスティン・リン）はアジア初の世界銀行チーフエコノミストとなった。経済協力開発機構（OECD）の開発援助委員会（DAC）では、中国スタディグループ（The China-DAC Study Group）も設置された。
世界金融危機が起きると、中国は対策として法定金利を引き下げ、4兆元・10項目の財政出動による景気刺激策（内需拡大十項措置）を発表した。中国人民銀行は公開市場操作や流動性供給を行い、マネーサプライは1999年以降の最大伸び率となり、2011年には世界のマネーサプライの半分を占める総資産が世界最大の中央銀行となった。財政政策と金融緩和のポリシーミックスが行われ、世界最速のV字回復で金融危機を脱出した。中国は人民元の国際化をさらに進め、人民元はIMFの特別引出権（SDR）の構成通貨に加わり、中国外貨取引センター（CFETS）は通貨バスケットを24ヶ国に拡大した。そして中国はドルを基軸としているIMFの改革を提案し、新興国への拠出金の増額や新興国の外貨準備をSDR建てにすることを提案した。しかしIMFの改革は進まず、中国は国際機関として新開発銀行やアジアインフラ投資銀行（AIIB）を設立した。経済圏構想である一帯一路のルートに必要な建設費は8兆ドルともいわれており、AIIBやシルクロード基金が資金の供給源とみられている。

### 電子マネー

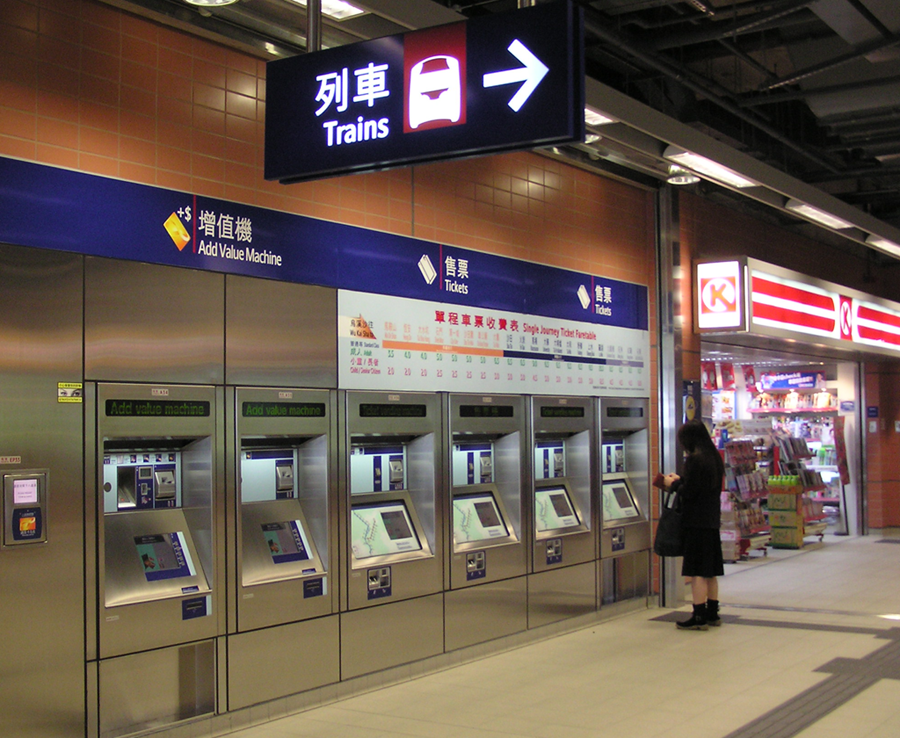
八達通の入金機

1990年代からは、電子決済のサービスである電子マネーが始まった。中国では小額決済の短縮化として香港で八達通が発売され、公共交通機関の乗車カードとして香港ドルのデポジット式で使われている。中国の電子マネーは、後述する決済仲介サービスとスマートフォンによって普及が進み、技術的にはQR・バーコード決済を使っている。モバイル決済額は2012年の2.3兆元から2017年には202.9兆元に増加した。マネーサプライでは、現金通貨と預金通貨の合計（M1）は2015年から乖離するようになった。非現金決済率は2015年に前年比90パーセント増となり、他方でATMの出金額は下がり続けている。生活に与える影響としては、公共料金の支払いや病院など長時間かかっていた手続きの簡素化、自動販売機や無人店舗の増加、動画配信サービスの有料化と正規ルート化、電子商取引（EC）などがある。官民一体による急速なキャッシュレス化は高額紙幣がなかったことや、偽札対策や個人情報の統制を狙う政府に後押しされたともされている。
決済仲介サービス
クレジット決済に代わって、ITにもとづく決済システムが普及した。サービスとしてはアリババグループ（アリババグループ）による支付宝（アリペイ）や、騰訊（テンセント）の微信支付（ウィーチャットペイ）が中心となっている。電子商取引成功のきっかけは、阿里巴巴集団が運営するショッピング・サイトの淘宝網（タオバオ）だった。淘宝網は売り手と買い手の間に支付宝の決済を入れることで仲介役となり、取り引きの安全性を高めた。これによって詐欺をはじめとするトラブルが減り、決済仲介サービスは広まった。騰訊は京東に出資しており、阿里巴巴と騰訊の2社で中国の電子商取引市場の85パーセント以上を占める。決済仲介サービスは銀行口座を使っており、クレジットカードの使用者が少なく銀行振込に時間がかかるという中国の事情に合ったビジネスモデルだった。微信支付は2014年に参入して支付宝と競合し、2014年から2015年にかけてモバイル決済が急増している。
淘宝網は、売り手と買い手がお互いを評価する信用評価システムも導入した。こうした第三者決済サービスで蓄積された取引情報は社会信用システムに活用されるようになった。個人信用を評価する芝麻信用などのサービスも行われており、従来は融資が困難だった中小企業や個人事業者への融資も進んでいる。社会信用システムの構築は中国人民銀行が中心となり、個人信用調査許可証の第1号が百行征信（バイハン・クレジット）に与えられた。

### 仮想通貨（暗号資産）
ビットコインをはじめとする仮想通貨は中国で急速にユーザーを増やした。中国のビットコイン交換所である比特幣中国（BTC China）は腾讯と契約をして、中国でもビットコイン交換所に直接送金できるようにした。ビットコインは史上最高値を更新するが、中国政府は暗号通貨ビジネスへの直接送金に警告を発し、腾讯は比特幣中国のサービスを停止した。しかしその後も仮想通貨のユーザーは増加して、中国の交換所である火幣と幣行でビットコイン取引の92パーセントを占めるようになる。ビットコインの大規模なマイニング（採掘）を行う上位4社は中国にあり、この4社で2016年には世界の処理パワーの76パーセントに達した。
また、中国人民銀行は民間の仮想通貨に対抗して2014年からドル決済への依存や流通コストの軽減とマネーサプライの管理および消費行動の監視強化を目的に中央銀行デジタル通貨の研究開発を世界で最初に開始した中央銀行の1つであり、2020年10月から中国人民銀行は深圳市において抽選で選ばれた5万人を対象に1000万人民元相当のデジタル通貨を発行する初の公開実験を行った。これは既存の硬貨や紙幣といった現金を代替するものであって中国で普及している電子マネーは代替するものではない。

### 資産・所得格差
資産・所得の格差は中国でも問題とされており、沿岸部と内陸部の格差、都市部と農村の格差、国有企業と非国有企業の格差などがある。改革開放以降の1980年代から1990年代にかけては、地方財政請負制度によって財政自主権が拡大した反面で全国規模の再配分の低下が課題となった。中央と地方の税制については、副首相で人民銀行の副行長だった朱鎔基のもとで分税制改革が進められて中央政府の再配分の強化をはかり、各地域を開発する地域協調発展などの政策も行われた。北京大学の「中国民生発展報告2014」によれば、2012年時点で1パーセントの富裕層が中国の全財産の約3割を占めている。改革開放以後の中国についてのトマ・ピケティ、リー・ヤン、ガブリエル・ズックマンらの研究では、資産保有額の格差は北欧諸国に近い水準からアメリカ合衆国の水準に近づきつつある。

### 現代の貨幣論
WTO加盟によって貿易黒字が拡大すると、人民元の切り上げを求める声がアメリカ・日本・ヨーロッパで高まり、切り上げについて論議を呼んだ。主な論点は(1)人民元は割安か。(2)切り上げのメリットとデメリット。(3)望ましい為替制度の3点となる。それぞれの論点をみると、(1)中国社会科学院によれば、人民元レートが6〜10パーセントほど割安だと推計されている。(2)メリットとしては効率的な為替レート・金融政策の自由度・購買力の上昇・市場に対するアナウンス効果がある。デメリットとしては国外の需要と輸出の減少・海外からの直接投資コストの上昇・短期的な失業問題などがある。(3)ドルペッグには限界があり、代わりとなる為替制度が求められる。しかし完全な変動相場制には賛成論者は少ない。世界金融危機後は、いち早く中国が回復したために人民元の切り上げを予想した投資資金が流入して、再び人民元切り上げが論議された。論点には、米中間の貿易不均衡によるグローバル・インバランスも含まれるようになった。

### 香港・マカオ
香港ドルは、香港金融管理局が運営してドルペッグ制をとっている。中国返還前の硬貨にはエリザベス2世の肖像も使われていた。香港政庁は香港ドルを1USドル＝7.8香港ドルの固定相場にすると発表した。マカオは本国のポルトガルでカーネーション革命が起きた際に大西洋銀行が国有化され、中華人民共和国への返還後もマカオ・パタカの発行を続けた。マカオではパタカでの決済が義務化されているが、パタカは香港ドルにペッグしているため香港ドルも流通している。マカオのマネーサプライはM1の30〜40パーセント、M2の50パーセントを香港ドルが占める。

### 台湾

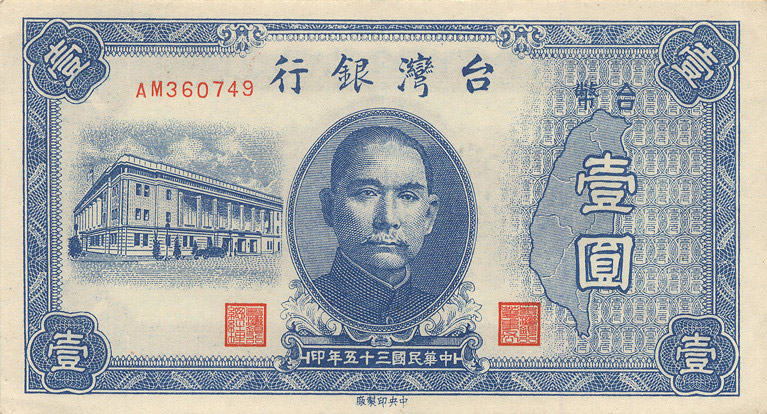
旧台幣1元紙幣

国民党政府は台湾へ移転して、銀本位制を維持して銀元を通貨としつつ、台湾で発行されていた新台幣を流通させた。また、国民党政府は金門県、馬祖島、大陳島の各地域用の通貨として金門馬祖大陳専用紙幣を発行した。国民党政府の台湾移転にともない中華民国中央銀行も台湾へ移転したが、通貨発行は台湾銀行が行った。2000年以降はニュー台湾ドルが正式に通貨となり、中央銀行の発行となった。

## 特殊な貨幣

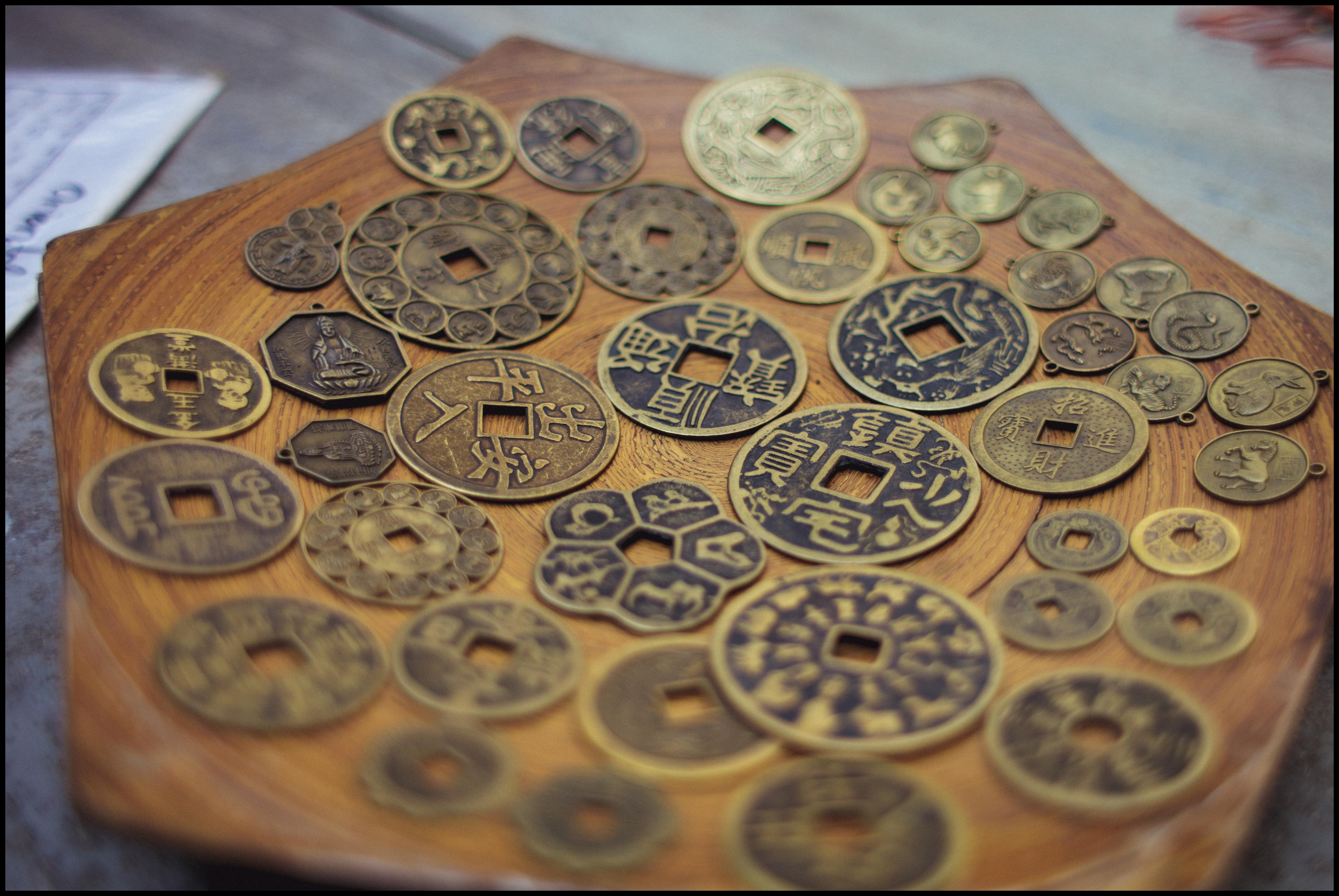
さまざまな花錢

### 厭勝銭・冥銭
災いを防ぎ祓うための呪力や霊力を与える貨幣として厭勝銭があり、祝事に使う慶祝銭もある。これらは厭勝銭とも呼ばれる。副葬品として使う貨幣には冥銭があり、紙錢とも呼ばれる。殷時代の墓にはタカラガイが大量に副葬されており、死者の安寧や復活を願ったとされる。秦や漢においては死者は冥土でも生活すると考えられて、死者も貨幣が必要とされた。漢の時代には銭の副葬品が増え、瘞銭（えいせん）とも呼ばれた。明の時代には、金の冥銭が発見されている。四川を中心とする習慣では、銭が実った木をかたちどった揺銭樹という青銅器を墓に入れた。このほかに陶銭や紙銭も素材となった。葬儀社などでは、冥国銀行券といった名称の葬儀用紙幣が用意されている。1930年の中国では額面が5円となっているが、その後に高額化が進んだ。死者があの世での生活に困らないようにという意図から、一般には存在しない額面となっている。類似の習慣は日本、韓国、台湾、ベトナムなどにある。中華人民共和国の建国時には、冥銭や紙錢は迷信商品として取り締まりの対象にもなった。

## 貨幣の偽造の歴史
紀元前144年（景帝中元6年）には「鋳銭・偽黄金棄市の律」が定められて、銭の盗鋳（私鋳）や黄金の偽造者を死刑とした。『史記』遊侠列伝には、私鋳をした人物として郭解が登場する。『漢書』食貨志下には、私鋳で鉛や鉄を混入した者が黥罪に処されたという記録がある。初の紙幣とされる交子が民間で990年頃に発行されたのち、神宗年間（1068年 - 1077年）には偽造に関する記述が見られる。
錬金術
黄金を偽造する技術は、金に混ぜ物をしたり、鉛に金メッキ処理をするなどのほかに合金技術にも結びついた。漢の時代には黄銅を作る技術もあったとされ、合金技術は錬金術とつながった。錬金術は漢の武帝や劉向が興味をもち、劉向は淮南国の書籍『枕中鴻宝苑秘書』から鬼物を使役して黄金を作る技術を見つける。劉向は秘術を宣帝に献上したが、実験は失敗に終わり、劉向は死罪になりかけた。中国における錬金術は神仙思想にも結びついて錬丹術となり、魏晋以降は金丹と呼ばれる仙人になる霊薬の製作が探求された。
法幣の偽造
日中戦争が起きると、日本軍は国民党政府の通貨である法幣を排除するために偽札発行を計画した。陸軍の登戸研究所が中心となり、印刷会社や製紙会社などが極秘で参加した。偽造された5円券や10円券は上海の秘密結社である青幇の協力もあって中国で使用され、一説には25億円分が流通したとも言われる。しかし、蔣介石政権はインフレーションにより1000円や5000円などの高額紙幣を発行し、偽造紙幣は小額だったために効果をあげなかった。
人民元の偽造
改革開放の前までは、通貨の偽造が発生しにくかった。計画経済のもとで印刷設備が国有や集団所有である点、通貨ではなくクーポンによる決済が多かった点、通貨があっても必要な商品が買えない点などの理由があげられる。改革開放以降は、外貨兌換券の発行終了や経済交流の活発化、印刷技術の発達などが原因で偽札が増加した。

## 年表
- 紀元前15世紀 - 殷がタカラガイを贈り物として使う。
- 紀元前11世紀 - 周でタカラガイの貨幣化が進む。
- 紀元前8世紀から紀元前7世紀 - 春秋時代。布貨、刀貨、銅貝が発行される。
- 紀元前336年 - 秦が銅貨発行を国家で行うとして、半両銭を正式な貨幣と定めた。
- 紀元前118年 - 漢が銅貨の五銖銭を発行。
- 紀元前119年 - 漢が塩と鉄を専売とする。
- 9年 - 新が宝貨制を制定。
- 40年 - 後漢が王莽銭を廃止して五銖銭を復活。
- 581年 - 隋が五銖銭を復活。
- 621年 - 唐が銅貨の開元通宝を発行。
- 960年 - 宋が銅貨の宋元通宝を発行。
- 1023年 - 宋が紙幣の交子を官営として発行。
- 1074年から1085年 - 王安石の発案により、銅貨の持ち出しが許可される。
- 12世紀後半 - 金が紙幣の交鈔を発行。
- 1236年 - モンゴル帝国が紙幣の交鈔を発行。
- 1260年 - 元が紙幣の中統元宝交鈔を発行。
- 1287年 - 元の通貨改革。中統鈔の五倍の価値に当たる至元鈔を発行し、旧紙幣を回収。
- 1361年 - 朱元璋が銅貨の大中通宝を発行。
- 1368年 - 明が紙幣の大明宝鈔を発行。
- 1374年 - 明が海禁政策を実施。
- 1553年 - ポルトガル人がマカオ居住を認められる。
- 1567年 - 明の海禁が緩和。
- 16世紀後半 - 明が一条鞭法を制定。
- 1661年 - 清が遷界令を制定し、海禁状態となる。
- 1684年 - 清が展界令を制定し、海禁が解かれる。
- 1711年 - 清が地丁銀制を制定。
- 1720年 - 広東十三行が欧米との取り引きを独占。広東貿易体制。
- 1853年 - 清が紙幣の戸部官票と大清宝鈔を発行。
- 1863年 - ドルが香港の通貨に定められる。
- 1865年 - 香港上海銀行が開設。
- 1890年 - 清が銀貨の銀元を発行。
- 1911年 - 辛亥革命。
- 1914年 - 国幣条例。
- 1929年 - 世界恐慌により銀の急落。
- 1933年 - 南京国民政府が廃両改元を行う。
- 1934年 - アメリカの銀買上法の成立により銀が高騰し、中国で銀の流出による恐慌。
- 1935年 - 国民党政府が幣制改革を行い、法幣を定める。
- 1945年 - 中華民国が国際復興開発銀行（IBRD）に加盟。
- 1948年 - 国民党政府が法幣に代わって金円券を発行。
- 1978年 - 改革開放政策が開始。
- 1980年 - 外貨兌換券として兌換元を発行。1995年に廃止。
- 1983年 - 香港政庁が香港ドルを1USドル＝7.8香港ドルの固定相場にする。
- 1988年 - 50元券が発行開始。
- 1989年 - 100元券が発行開始。
- 1990年 - 上海証券取引所と深圳証券取引所が設立。
- 1994年 - 二重相場制の廃止。価格と流通の自由化。分税制改革。四大国有銀行が商業銀行として業務を開始。
- 1996年 - IMF8条国に移行。
- 1997年 - アジア通貨危機。香港で電子マネーの八達通が開始。
- 1999年 - 不良債権処理のため金融資産管理会社を設立。
- 2000年 - 香港証券取引所が設立。アジア通貨危機を受けてチェンマイ・イニシアティブ合意。中国・アフリカ協力フォーラム第1回が開催。
- 2001年 - 世界貿易機関（WTO）加盟。
- 2002年 - 走出去政策を採択。対外投資支援。
- 2005年 - 人民元改革。
- 2008年 - 世界金融危機。4兆元の景気対策。
- 2014年 - 新開発銀行、アジアインフラ投資銀行（AIIB）が設立。
- 2015年 - 人民元のマネーサプライにおいて現金通貨と預金通貨の合計（M1）が乖離を始める。
- 2016年 - IMFが人民元をSDR通貨バスケットに採用。
- 2018年 - 個人信用調査許可証の第1号をバイハン・クレジットが取得。